# Primeira Guerra Luso-Malabar
A Primeira Guerra Luso-Malabar foi o primeiro conflito armado travado pelo Império Português na Ásia e o primeiro de nove contra o Samorim de Calecute, então o potentado preeminente da Costa do Malabar, na Índia. Em 1500 rebentaram as hostilidades e continuaram por mais treze anos até que o Samorim foi assassinado, tendo o seu sucessor assinado um tratado de paz com o governador da Índia Afonso de Albuquerque. 
O conflito deu-se por questões de comércio. O Samorim, ainda que hindu, estava profundamente dependente e comprometido com a influente comunidade mercantil islâmica de Calecute, cujos mercadores árabes eram pelos portugueses chamados de "mouros de Meca". Apercebendo-se estes da ameaça que os portugueses representavam para os seus interesses, conspiraram e interferiram com as tentativas dos portugueses de comerciar na Índia ou negociar com o Samorim. 
Algumas das mais famosas personalidades dos Descobrimentos tomaram parte na guerra, nomeadamente Vasco da Gama, Pedro Álvares Cabral, D. Francisco de Almeida e Afonso de Albuquerque, ao passo que as acções de certos comandantes como Duarte Pacheco Pereira são considerados alguns dos maiores feitos de armas da história militar de Portugal. Envolveu uma parte importante da sociedade portuguesa directamente ou indirectamente, muitos ingressando no serviço a bordo das armadas do rei D. Manuel atraídos pelas promessas de riqueza e glória, não obstante os riscos elevados devido a doença, naufrágio ou acção inimiga. "Tratou-se de um supremo esforço nacional que exigiu todos os recursos disponíveis em termos de mão-de-obra, armação naval, aprovisionamento material e visão estratégica para aproveitar uma janela de oportunidade antes que Espanha tivesse tempo de reagir. Pelo caminho, os portugueses surpreenderam totalmente tanto a Europa como os povos do Oriente."
Ao contornarem África e chegarem à Índia por mar, os portugueses incorreram na hostilidade de toda a comunidade mercantil muçulmana envolvida no trato entre a Ásia e o Médio-Oriente, bem como a República de Veneza, cujos interesses comerciais se viram ameaçados. Apesar de numerosos, os exércitos de naires do Samorim mostraram ser inflexíveis por comparação às mais pequenas e bem motivadas forças dos portugueses, cujos aliados malabares, também eles hostis ao Samorim, lhes forneciam informações obtidas por espionagem.  Os portugueses também obtiveram o apoio dos Cristãos de São Tomé. O Samorim procurou contratar experientes corsários árabes e acolher renegados ou especialistas europeus, o que se revelou, porém, insuficiente. 
Dentro de Calecute houve quem favorecesse a paz com os portugueses. As perdas foram pesadas para o Samorim, quer em termos materiais, de vidas ou de prestígios: vários vassalos seus repudiaram a sua suzerania, um grande número de mercadores abandonou a cidade e por fim foi o rajá assassinado. O seu sucessor negociou um tratado com os portugueses e uma fortaleza foi construída em Calecute. 
O rei de Cochim era um vassalo rebelde de Calecute, que, fruto da sua aliança aos portugueses emergiu como um contra-poder ao Samorim na Costa do Malabar. 
O conflito é também notável por ter sido a primeira guerra travada por Europeus na Índia após a partida dos Seleucos e dos Gregos 1500 anos antes.

## Contexto
Décadas após terem os portugueses começado a explorar as costas de África, a 17 de Maio de 1498 Vasco da Gama alcançou Calecute, na Índia. 
Calecute era, a este tempo, a mais importante cidade comercial na Costa do Malabar. A cidade continha grande número de mercadores muçulmanos do Egipto ou da Arábia, que 600 anos antes haviam começado a comerciar na cidade. Estes, chamados pelos portugueses de "mouros de Meca", importavam grandes quantidades de valiosos bens do médio-oriente por via do Mar Vermelho em grandes frotas e exportavam produtos locais, tais como especiarias, maioritariamente pimenta. Esta carga era comprada em Alexandria, no Egipto, por venezianos, que a redistribuíam pela Europa. Como consequência, eram os "mouros de Meca" extremamente ricos e influentes em Calecute.

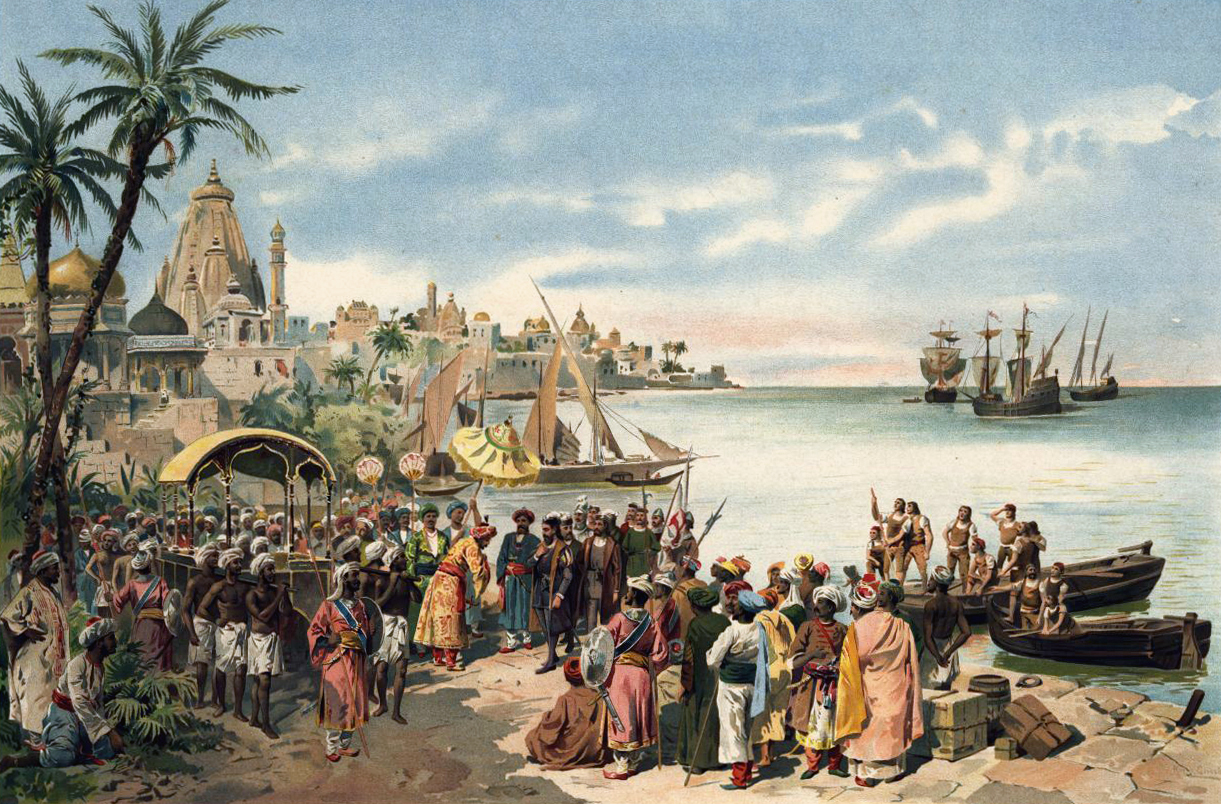
A chegada de Vasco da Gama a Calecute, pintada por Alfredo Roque Gameiro.

Agradado com a chegada de mais um grupo de estrangeiros que aumentassem o fluxo comercial na sua cidade, o Samorim prometeu aos portugueses providenciar-lhes tanta carga quanto desejassem. A poderosa comunidade dos "mouros de Meca", porém, procurou sabotar e interferir com os portugueses até que fossem expulsos do país, ciosos dos seus interesses e temendo a competição dos portugueses. Pressionaram o Samorim a não assinar quaisquer tratados com os recém-chegados, difamavam-nos e subornavam importantes ministros do Samorim. Um mercador que se havia convertido ao Islamismo avisou o Gama deste complot pessoalmente, a bordo da sua nau almirante. Os enviados portugueses viram-se sujeitos a constantes demoras mas, eventualmente, foi-lhes autorizada a abertura de uma feitoria na cidade. Ao feitor enviado a terra pelo Gama a comprar especiarias não lhe eram fornecidos senão produtos de baixa-qualidade mas o feitor fingia não reparar e pagava sempre grandes somas de dinheiro pela mercadoria. O primeiro-ministro do Samorim foi subornado e sugeriu que os portugueses fossem capturados e executados, pois dizia ele que eram espiões.

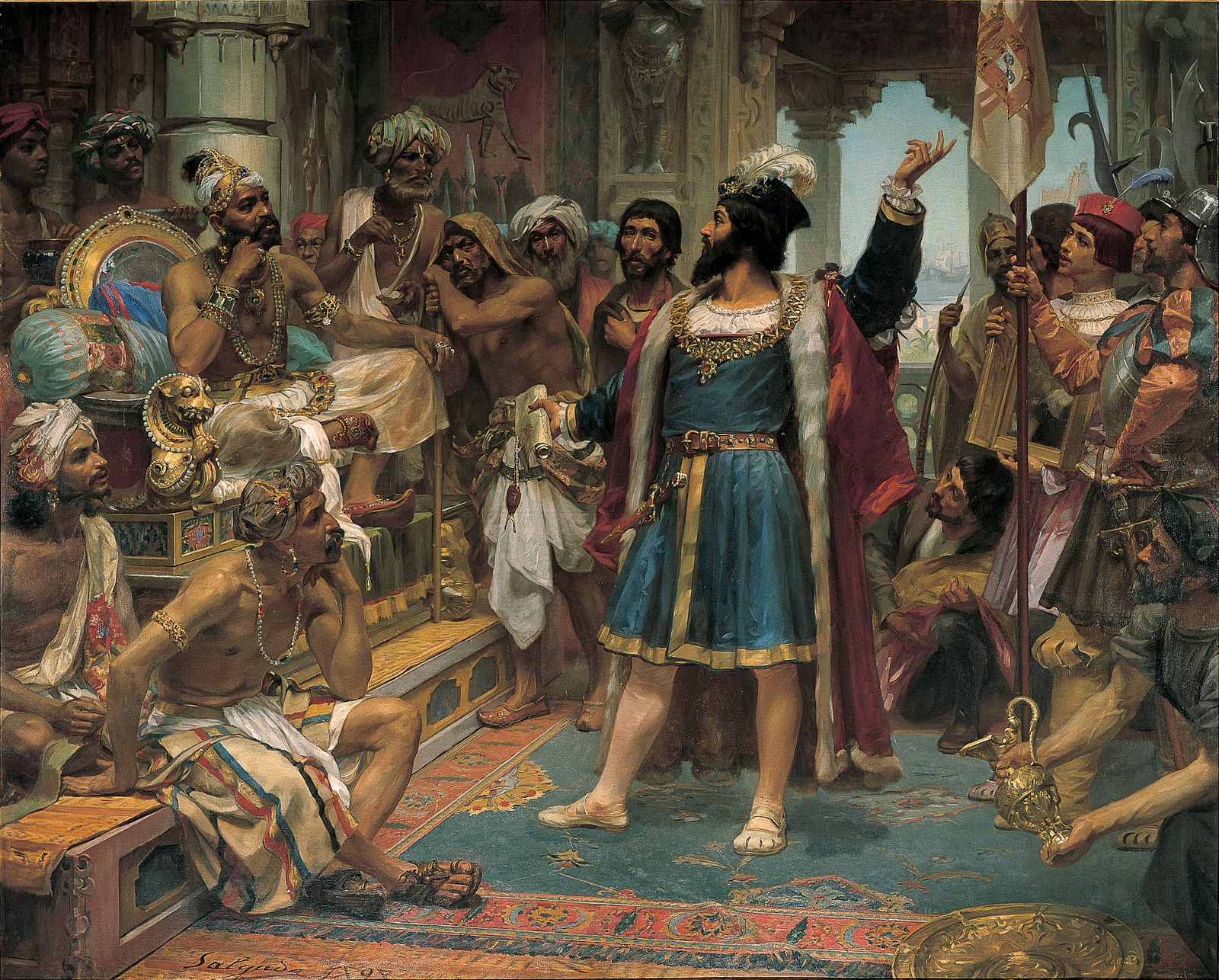
Vasco da Gama entrega uma carta ao Samorim, quadro de Veloso Salgado.

Ao Gama foi-lhe por fim autorizada uma audiência com o Samorim em pessoa e logrou entregar-lhe uma carta escrita pelo rei D. Manuel, mas mais tarde foi o capitão-mor detido por uns dias e mantido sob vigia pelo chefe da guarda real. O Samorim ordenou então a execução dos portugueses cativos bem com o confisco dos seus bens na feitoria mas mudou de ideias e permitiu ao Gama que partisse, com um pedido de desculpas.
Não obstante as numerosas gafes e deficiências, a expedição do Gama saldou-se num sucesso retumbante. Regressado a Portugal, foi recebido como um herói, e o seu feito foi celebrado pelo país com acções de graça públicas, festas e entretenimentos para o povo. Entre outras coisas, entregou ao rei uma carta do Samorim que dizia:
| “                                    | Vasco da Gama, fidalgo da tua Casa, veio ao meu país, com que folguei. O meu país é rico em canela, cravo, gengibre, pimenta e pedras preciosas. O que te peço em troca é ouro, prata, coral e tecido escarlate. | ” |
| — Carta do Samorim ao rei D. Manuel. | |   |

## Casus belli

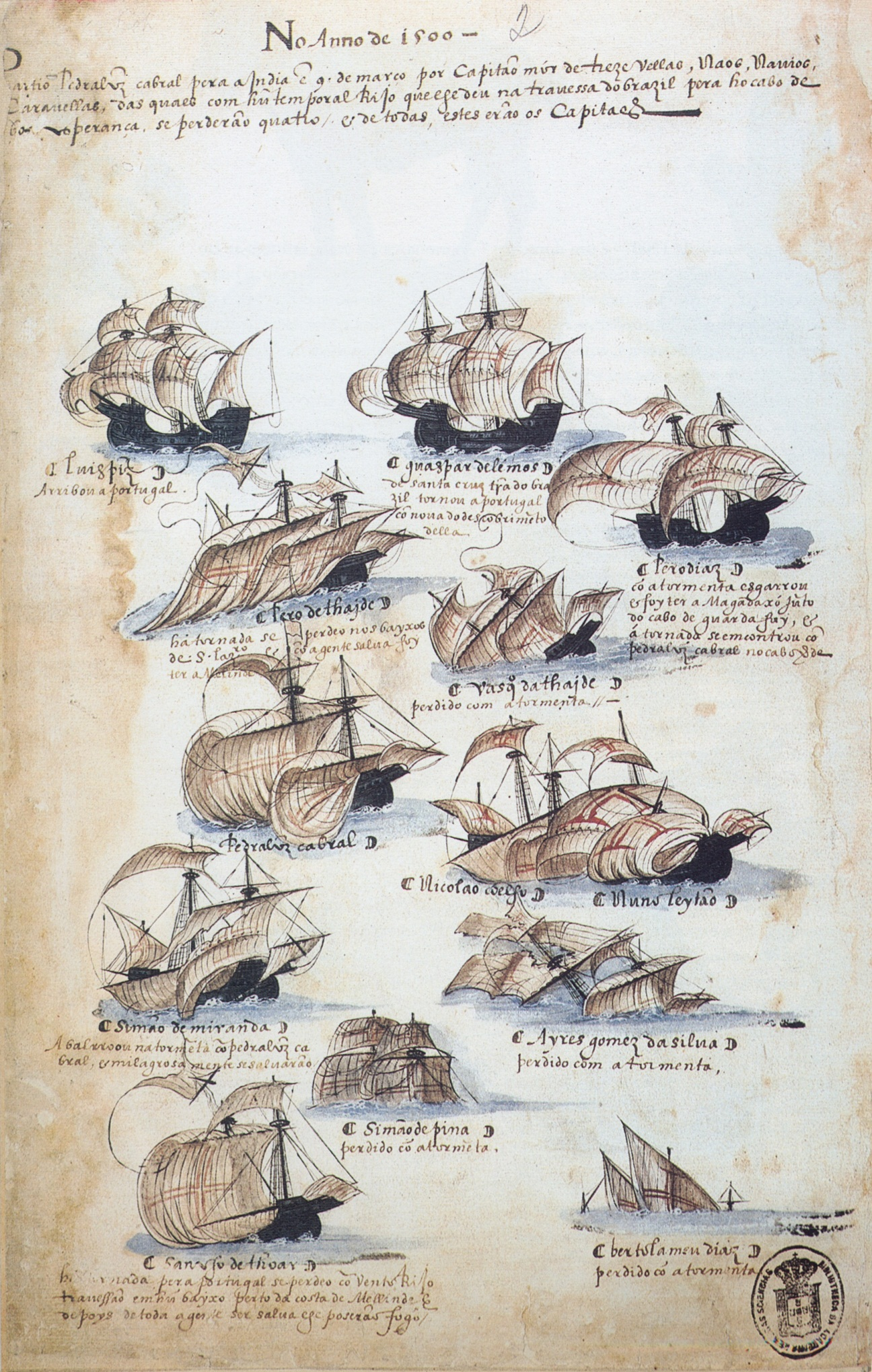
A armada de Pedro Álvares Cabral representada no Livro das Armadas.

O rei D. Manuel decidiu seguir com uma nova e maior expedição e, no ano seguinte, uma poderosa esquadra de 13 navios foi entregue a Pedro Álvares Cabral, cujos objectivos eram o de intimidar os muçulmanos que certamente se lhes oporiam e impressionar o Samorim com ricos presentes. Tripulavam-na 1200 homens escolhidos cuidadosamente, entre os quais se contavam alguns dos mais audazes e conhecidos navegantes da época, como Bartolomeu Dias e Nicolau Coelho. Ao Cabral foi-lhe também entregue um estandarte real abençoado pelo bispo de Viseu e partiu a 9 de Março de 1500. As instruções redigidas por D. Manuel contêm muitas informações comerciais mas poucas relativamente a hostilizar o Samorim, que a este tempo ainda se acreditava ser Cristão e com quem, por isso, devia ser forjada uma aliança.
A caminho da Índia, Pedro Álvares Cabral descobriu oficialmente o Brasil. A frota chegou à Índia já só com seis navios apenas, pois quatro perderam-se ao dobrarem o Cabo da Boa Esperança, ao passo que duas regressaram a Portugal e uma perdeu o rumo, indo parar ao Mar Vermelho devido à inépcia do piloto. Lançaram âncora em Calecute a 30 de Agosto. O Samorim que recebera o Gama havia falecido e sucedera-lhe o sobrinho. Desembarcou então o Cabral com mais 30 homens e na praia encontrou-se com o Samorim, a quem foram dados ricos presentes. Passados dois meses e meio em negociações, foi assinado um tratado, gravado em placas de metal e uma feitoria aberta novamente na cidade, colocada sob a supervisão do experiente feitor Aires Correia, com 70 europeus.

### O massacre de Calecute

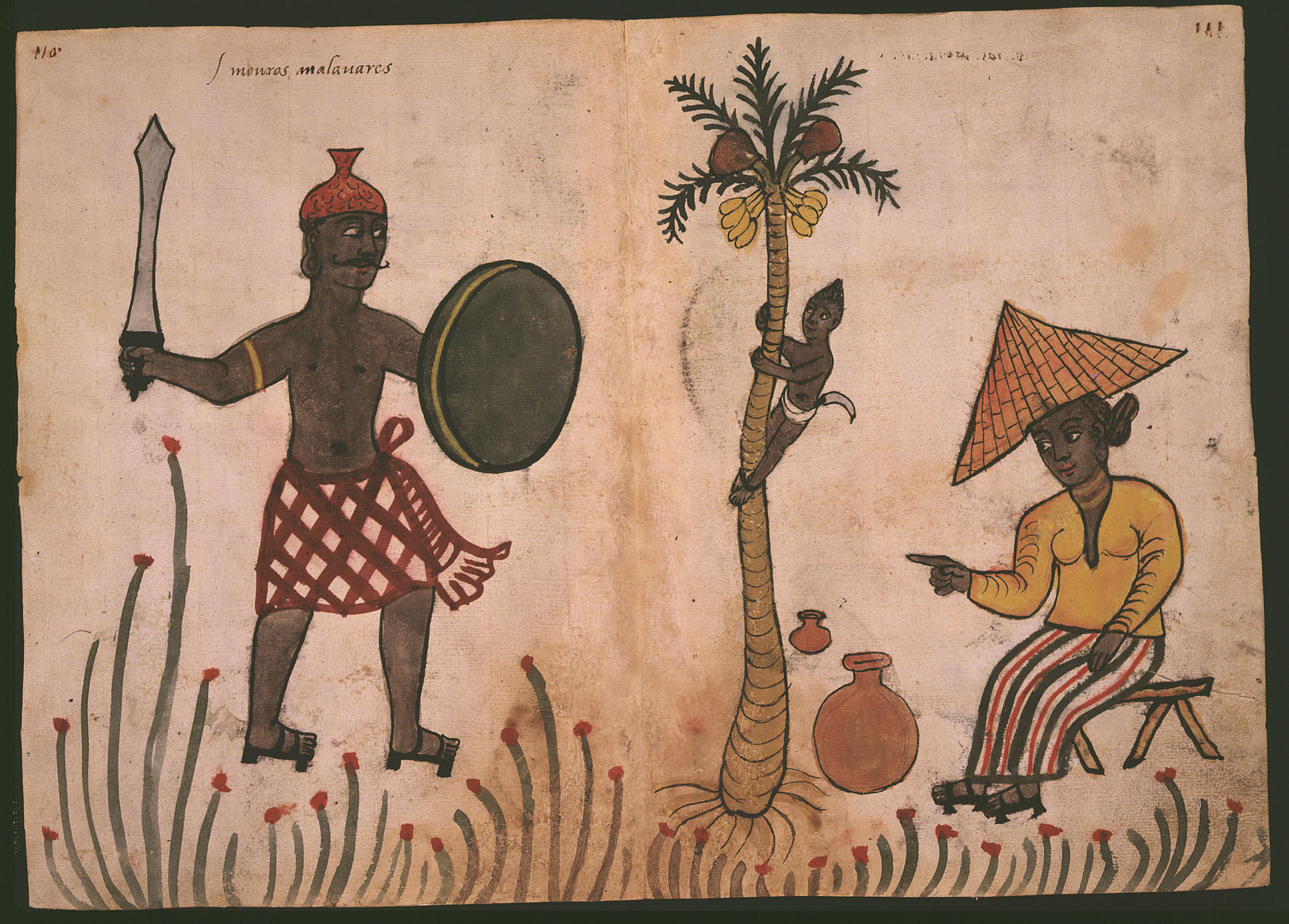
"Mouros da terra", ou Mapilas, pintados no Códice Casanatense.

A pedido do Samorim, o Cabral mandou tomar um navio mercante do reino vizinho de Cochim, que transportava uma valiosa carga de elefantes. Ainda que o Samorim estivesse disposto a receber os portugueses como clientes pagantes, a mais numerosa comunidade de mercadores muçulmanos procurou sabotar-lhes o fornecimento de pimenta e especiarias Interferiam com o fornecimento e passados três meses não haviam os portugueses conseguido carregar mais do que duas naus, ao passo que os navios de carga muçulmanos secretamente partiam recheados. Disto foi o Cabral informado por Coje Bequi, amigo de Aires Correia e campeão de uma facção rival de mercadores em Calecute, os "mouros da terra". Quando o capitão-mor apresentou queixa ao Samorim, autorizou-lhe o rajá a apreender quaisquer navios que tentassem furtar-se ao pagamento de taxas mas quando o Cabral confiscou um navio, estalou um motim na cidade. A feitoria foi atacada por uma multidão armada e cerca de 50 portugueses foram mortos, entre eles Aires Correia e alguns frades franciscanos, bem como Pero Vaz de Caminha, ao passo que os restantes conseguiram refugiar-se a bordo dos navios, a maioria destes feridos. Algum foram secretamente acolhidos na residência de Coje Bequi.

## Decorrer das hostilidades
Após o massacre na feitoria, Pedro Álvares Cabral exigiu explicações da parte do Samorim, mas nunca chegou à armada qualquer resposta do rajá. Passadas 24 horas, o silêncio do monarca foi entendido como hostil.

### O primeiro bombardeamento de Calecute
Dez navios mercantes no porto foram tomados e as suas tripulações mortas. Na manhã seguinte Calecuta foi ferozmente bombardeada por dois dias. Alguns canhões em terra, mais pequenos, ripostaram, mas o volume de fogo português era avassalador. Vários edifícios foram demolidos pelos tiros de artilharia, entre eles alguns do Samorim, que abandonou a cidade. Os mortos deste bombardeio foram estimados em mais de 500 ou 600 pessoas, incluindo um notável próximo do Samorim, e o bombardeio só cessou devido aos estragos que se verificou estar a ser causado aos cascos dos navios devido ao recuar dos canhões.
A posição dos portugueses era agora precária, pois a época própria para velejar de regresso a Portugal já quase tinha passado, pouca pimenta tinha sido adquirida pelo Cabral e encontravam-se agora em guerra com Calecute sem terem na região qualquer porto amigável.

### Alianças com Cochim e Cananor
Provavelmente pelo intérprete Gaspar da Gama os portugueses foram informados de que o rajá de Cochim talvez aceitasse uma aliança, pois era este um vassalo do rei de Calecute que pretendia a independência. Após o bombardeamento de Calecute, portanto, Pedro Álvares Cabral dirigiu a sua frota para o Reino de Cochim mais a sul e a caminho tomou mais dois navios mercantes no porto de Pandarane.

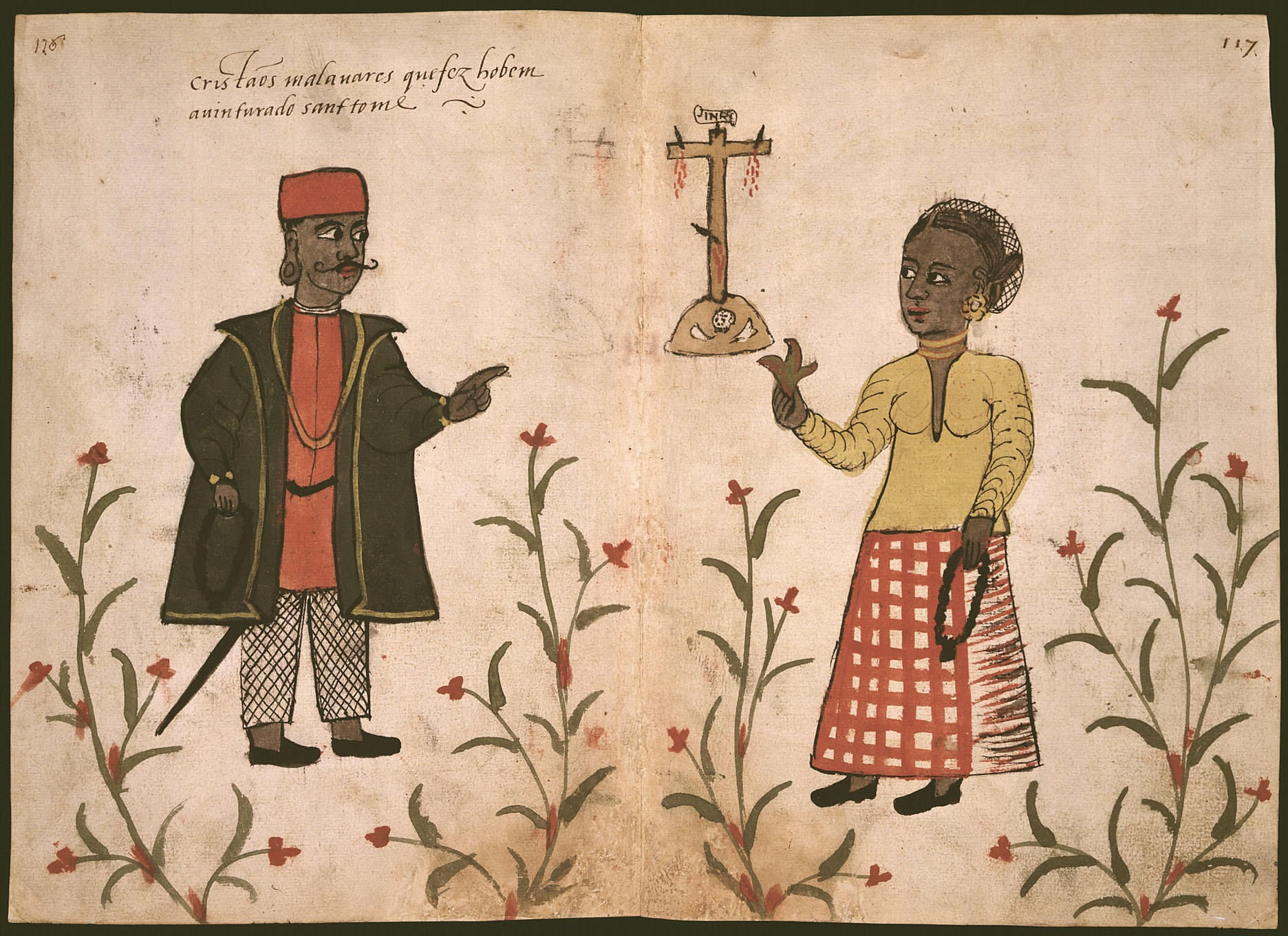
Aguarela do Códice Casanatense representando dois Cristãos de São Tomé.

A frota chegou a Cochim a 24 de Dezembro e um tratado de comércio e amizade prontamente selado com o seu rei, Unni Goda Varma. Uma feitoria foi aberta e Gonçalo Gil Barbosa deixado em terra como director com mais seis homens. Em Cochim, Pedro Álvares Cabral recebeu ainda enviados dos reis de Cananor e de Coulão, que também pretendiam firmar alianças contra o Samorim. Alguns Cristãos de São Tomé também entraram em contacto com Cabral e pediram passagem para a Europa.
A 10 de Janeiro foi avistada ao largo de Cochim uma grande armada vinda de Calecute, porém ela hesitou em atacar os navios portugueses. Uma tempestade sobreveio os navios quando o Cabral tentou atacar e viram-se empurrados para alto-mar. Cinco dias mais tarde, os portugueses lançaram âncora em Cananor, assinaram um tratado com o seu rei e embarcaram um embaixador antes de partirem para Portugal.

### A Primeira Batalha Naval de Cananor

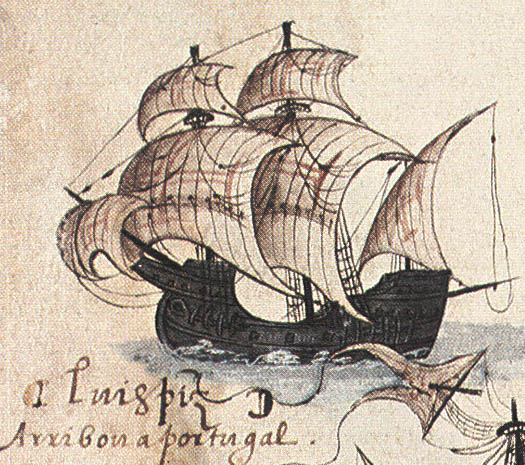
Nau portuguesa.

Todas as frotas que partissem para a Índia tinham que zarpar de Lisboa antes da chegada de navios vindos da Índia para alcançarem o subcontinente antes da monção. Logo, o rei D. Manuel despachou quatro navios comandados pelo nobre galego João da Nova para comerciar na Índia, partindo do pressuposto que Pedro Álvares Cabral havia conseguido abrir Calecute ao comércio português. 
Partiu o Nova de Belém a 10 de Abril de 1501 e a 7 de Julho lançou âncora na Aguada de São Brás perto do Cabo da Boa Esperança. Foi encontrada num sapato pendurado numa árvore uma mensagem deixada ali mês antes por  Pero de Ataíde, um dos capitães da armada do Cabral. Entre outras coisas, avisava o Ataíde a quaisquer capitães que a mensagem encontrassem da situação em Calecute e que portos aliados podiam ser encontrados em Cochim e Cananor.
A armada de João da Nova chegou a Cananor em Novembro e foi bem recebida pelo seu rajá. Foram deixados em terra o feitor com alguns ajudantes para comprarem especiarias, a serem carregadas na volta de regresso para Portugal, ao passo que João da Nova partiu para Cochim para carregar a mercadoria adquirida ali pelos feitores deixados lá por Cabral no ano anterior.
A caminho de Cochim, a armada de João da Nova combateu com alguns navios de Calecute ao passarem diante da cidade. Em Cochim constatou o Nova ter o rei de Cochim alojado os feitores no seu próprio palácio por uma questão de segurança e que não haviam eles conseguido vender a sua mercadoria devido a um boicote local orquestrado pelos mercadores muçulmanos da região, por isso também não conseguiram comprar especiarias por falta de dinheiro. Não tendo o capitão-mor dinheiro para comprar a especiaria pessoalmente e directamente, conseguiu que o rei de Cochim lhe servisse de fiador para comprar 1000 medidas de pimenta, 450 de canela, 50 de gengibre e alguns fardos de tecido, a crédito.
Antes de se fazer à vela para Portugal, a armada ainda escalou a Cananor e no porto desta cidade capturaram um rico navio mercante de Calecute. Mais tarde foram encurralados no porto por uma grande armada do Samorim com cerca de 180 embarcações ou mais. Foi notável a primeira batalha de Cananor, por se ter tratado da primeira vez que foi empregue uma linha de fogo naval e, apesar da grande desproporção numérica, conseguiu o Nova furar o bloqueio e alcançar o mar alto, não tendo a armada hindu procurado continuar a batalha devido aos estragos que sofreu da artilharia portuguesa.

### O segundo bombardeamento de Calecute

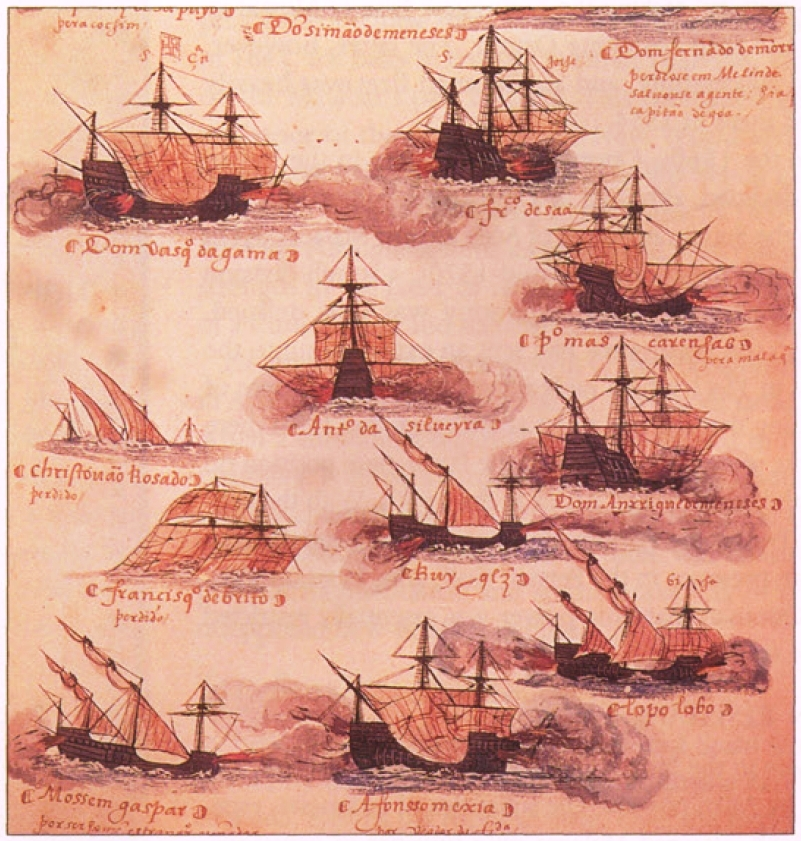
Naus e caravelas redondas da armada de Vasco da Gama, representadas no Livro das Armadas.

Regressado Pedro Álvares Cabral a Portugal, foi D. Manuel informado de que a resistência e oposição aos portugueses na Índia crescia, pelo que o rei decidiu-se a enviar uma poderosa armada de 20 navios bem armados. O Cabral foi porém, preterido a favor de Vasco da Gama no comando por não ter conseguido garantir um tratado comercial de forma diplomática.
A caminho de Cananor, já muito perto, a armada portuguesa interceptou um grande navio mercante vindo do Mar Vermelho e a bordo os portugueses identificaram 10 ou 12 dos mais ricos mercadores de Calecute, chefiados por Joar Afanqui, feitor do Sultão do Egipto Axerafe Cançu Algauri naquela cidade. Pilhada a nau, decidiu o Gama fazer dos mercadores um exemplo pelo papel desempenharam na instigação do motim em Calecute e a virar o Samorim contra os portugueses, logo o navio foi bombardeado e afundado com todos os passageiros a bordo como retribuição.
Chegado a Cananor, recebeu o Gama mensagens do Samorim a pedir-lhe negociações de paz. Velejou por isso o capitão-mor para Calecute e, diante da cidade, exigiu ao rajá que expulsasse a hostil comunidade muçulmana se quisesse a paz. A isto recusou-se o Samorim mas antes propôs que se restaurassem as relações bilaterais e se refizessem de novo. Neste momento crítico, chegaram ao Gama algumas cartas que o Samorim enviara ao rei de Cochim a instá-lo para que o obedecesse e cooperasse contra os portugueses.
As negociações continuaram após ter sido revelado esta má-fé mas rapidamente soçobraram, alguns mercadores implicados no massacre da feitoria capturados foram enforcados nas gáveas dos navios juntamente com alguns pescadores e a cidade de Calecute novamente bombardeada, por dois dias. Mais de 400 tiros pesados foram disparados e a seguir o Gama dirigiu a armada para Cochim, porém deixou para trás o seu tio Vicente Sodré com seis naus e uma caravela para bloquear Calecute.

### Emboscada no porto de Calecute

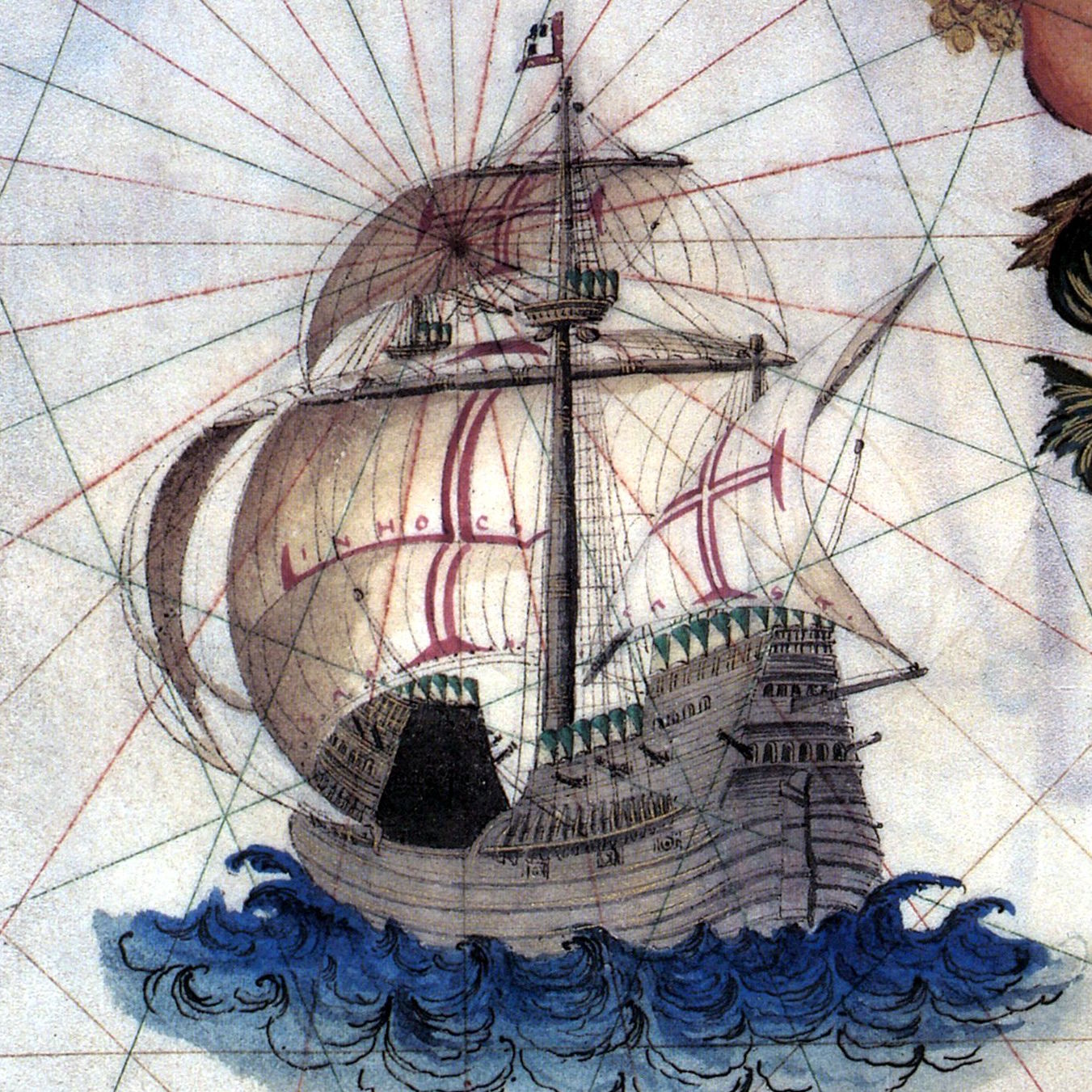
Grande nau portuguesa.

O bloqueio de Vicente Sodré causava penúria em Calecute e logo o Samorim enviou um brâmene a convidar Vasco da Gama a continuar com as negociações de paz. O elevado estatuto do enviado impressionou o Gama e como o capitão-mor esperava encontrar os navios de Sodré diante de Calecute, para lá partiu com o seu navio-almirante acompanhado somente por uma caravela. Ao chegar, porém, constatou que não se encontrava no porto o Sodré, pois este havia partido para Cananor para se reabastecer. A caravela foi por isso enviada a buscá-lo. 
Encontrando-se o Gama agora isolado, cedo na manhã seguinte, antes do nascer do sol o seu navio-almirante foi inesperadamente rodeado e alvejado por 70 a 80 paraus armados, que as sentinelas portuguesas tomaram por navios de pesca. A sua proximidade impedia o disparo dos canhões, ao passo que a total falta de vento impossibilitava a fuga. Só a chegada de Vicente Sodré com os seus navios, à toa de navios de remo, obrigou as embarcações do Samorim a recuar. Furioso com este segundo acto traiçoeiro em plenas negociações de paz, mandou o Gama enforcar alguns dos enviados do Samorim que ainda se encontravam no seu navio, enviou os seus cadáveres a terra numa canoa e regressou a Cochim.

### Batalha naval de Calecute, 1503
O Samorim procurou reunir uma grande armada com que expulsar os portugueses da Índia após o segundo bombardeamento de Calecute. Chegado a Cochim, deu o Gama ricos presentes e cartas ao rei de Cochim e foi pelo rajá informado das preparações do Samorim, que eram comandadas por Coja Cassem e Cojambar, este um famoso corsário árabe que viera à Costa do Malabar especificamente a oferecer ao Samorim os seus serviços contra os portugueses.

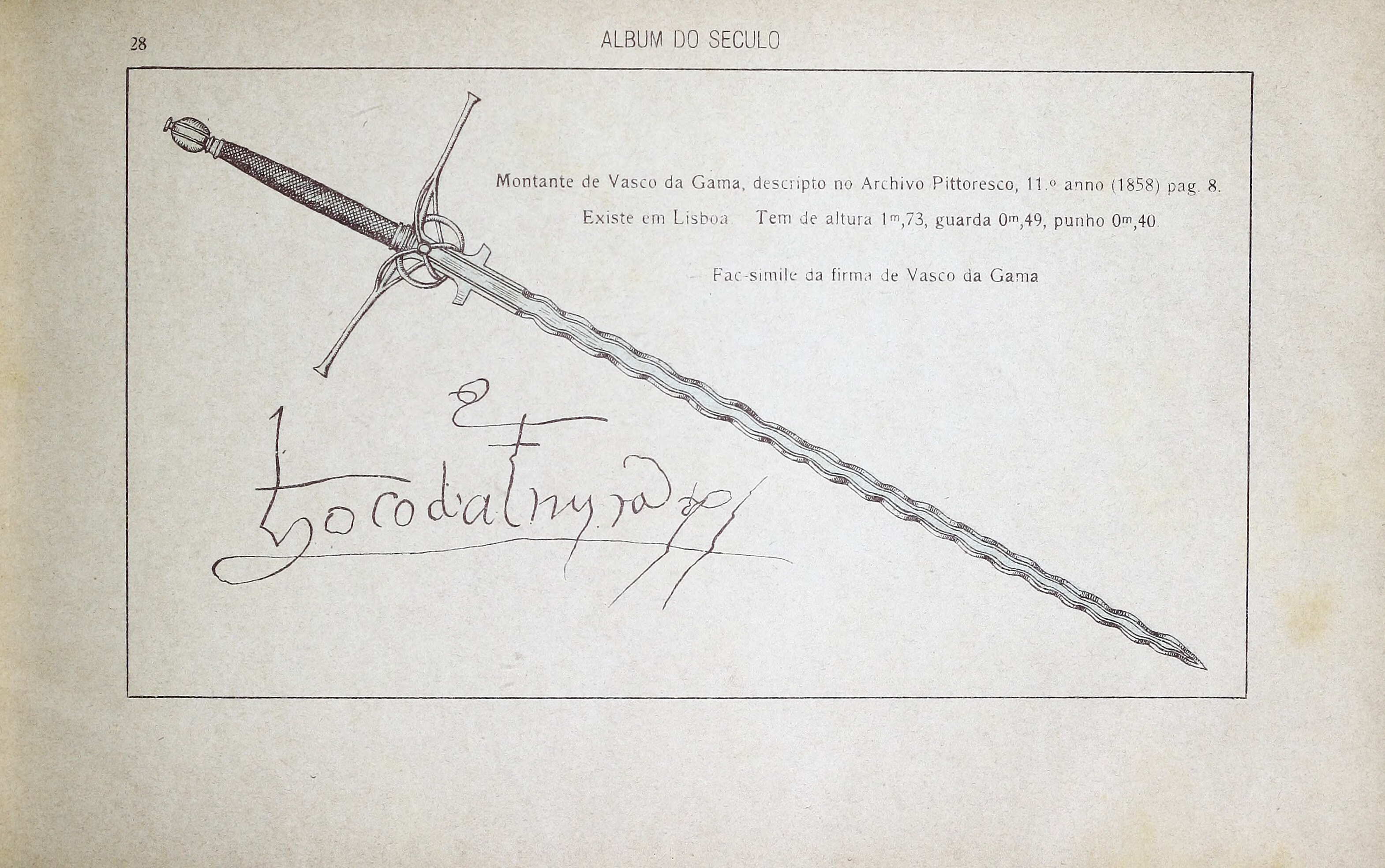
Assinatura e montante de Vasco da Gama.

O rei de Cochim enviou algumas embarcações ligeiras a espiar as águas de Calecute ao passo que o Gama mandou chamar o seu tio Vicente Sodré. O Samorim enviou um brâmane a Cochim a espiar, porém foi o espião denunciado por Coje Bequi e torturado antes de ser devolvido a Calecute.
Concluída a carga das naus, partiu o Gama com os seus navios para Cananor, acompanhado pelo esquadrão de Vicente Sodré. Diante de Calecute avistaram em certa manhã a armada de Calecute e compunham-na dois esquadrões, um com 20 grandes navios e 70 paraus sob o comando de Cojambar e outro esquadrão com 100 velas, na sua maioria zambucos, comandados por Coja Cassem. Navegava o Sodré mais perto de terra e mandou os seus navios formarem uma coluna antes de se aproximarem para o ataque e bombardearam a armada de Calecute, tendo o mastro grande do navio-almirante de Cojambar sido derrubado pela artilharia. O navio-almirante de Coja Cassem foi depois abordado e capturado. Já muito danificada, a armada do Samorim dispersou, tendo muitos dos seus tripulantes saltado borda fora. Um dos navios, pertencentes a Cojambar foi abordado pelo portugueses e nele foi capturada uma rica carga.

### Invasão de Cochim, 1503

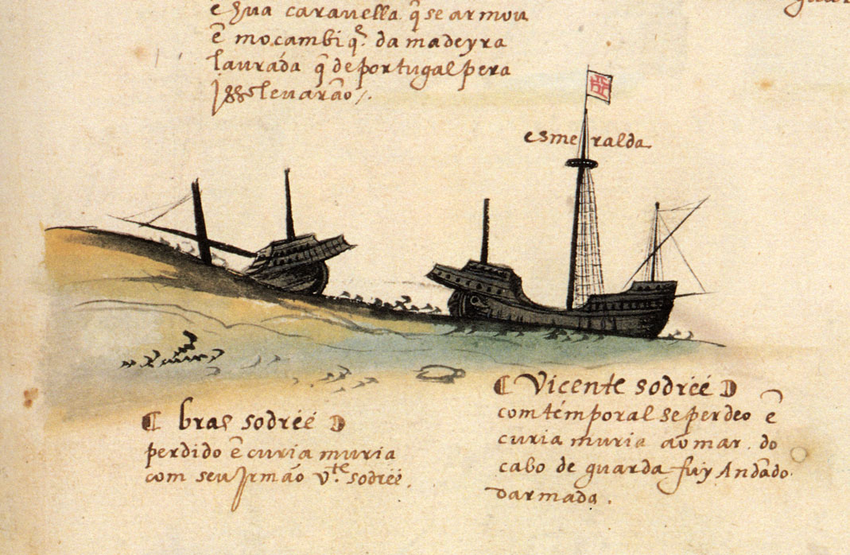
Naufrágio da nau de Vicente Sodré e de Brás Sodré.

O Sodré ficou encarregue de bloquear Calecute mas também de atacar os navios mercantes de muçulmanos hostis que navegassem para o Mar Vermelho. Partiu por isso para as costas da península da Arábia, se bem que dois dos seus capitães recusaram-se a abandonar Cochim e prescindiram do comando dos seus navios. A caminho do Mar Vermelho, foram tomados cinco navios ricamente carregados ao largo das costas de Guzerate, porém perderam-se o capitão-mor Vicente Sodré e Brás Sodré numa tempestade ao largo das ilhas de Cúria Múria. Os restantes quatro capitães decidiram então regressar a Cochim.
Partido o Gama, avançou o Samorim à testa de um grande exército para Cochim e emitiu ao seu rajá um ultimato. Vários membros da Corte de Cochim sugeriram que fossem entregues o portugueses em seu poder ao Samorim para evitar a guerra mas recusou-se o rei de Cochim. Vários dos seus vassalos mudaram de campo e em Repelim chegou o Samorim a reunir 50,000 homens.

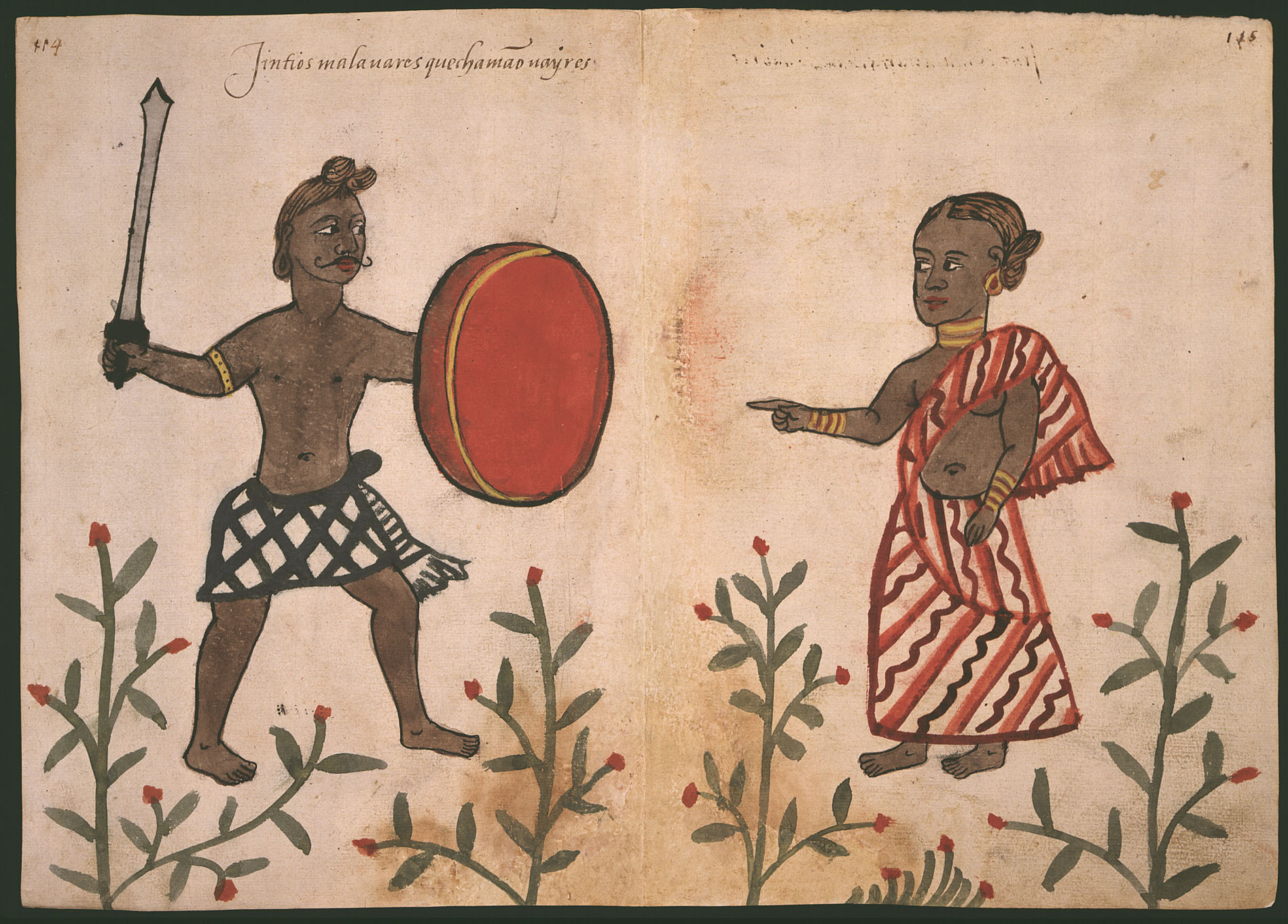
Ilustração quinhentista de Naires, no Códice Casanatense.

Cochim foi, portanto, invadida, o herdeiro Narayan foi morto em combate com as poucas tropas que havia sido possível arregimentar e o rei de Cochim fugiu para a ilha de Vaipim com as tropas que lhe restavam, mais os portugueses sob a sua guarda. A cidade de Cochim foi queimada mas Vaipim era, porém, fácil de defender e manteve-se fora do alcance do Samorim, que tentou invadi-la várias vezes sem grande sucesso. Chegado o mês de Agosto aproximava-se a monção e o Samorim retirou-se para Calecute mas deixou para trás uma guarnição em Cochim. Entretanto, dois fundidores italianos que haviam chegado a Cochim integrados na frota de Vasco da Gama mas secretamente a soldo da República de Veneza desertaram e colocaram-se ao serviço do Samorim.
Precariamente encurralados em Cochim, foram os portugueses e o rei de Cochim rendidos pela armada, de dez navios, que poucos meses depois chegou da Europa: 2 sob o comando de António de Saldanha, 3 de Francisco de Albuquerque e 4 da frota de Sodré, estes regressados da Arábia, mais 1 navio da armada do Gama que não conseguira regressar a Portugal. Aterrorizados pela chegada de reforços tão substanciais, a guarnição de Cochim abandonou a cidade e fugiu para Calecute.

### A construção do Forte Manuel

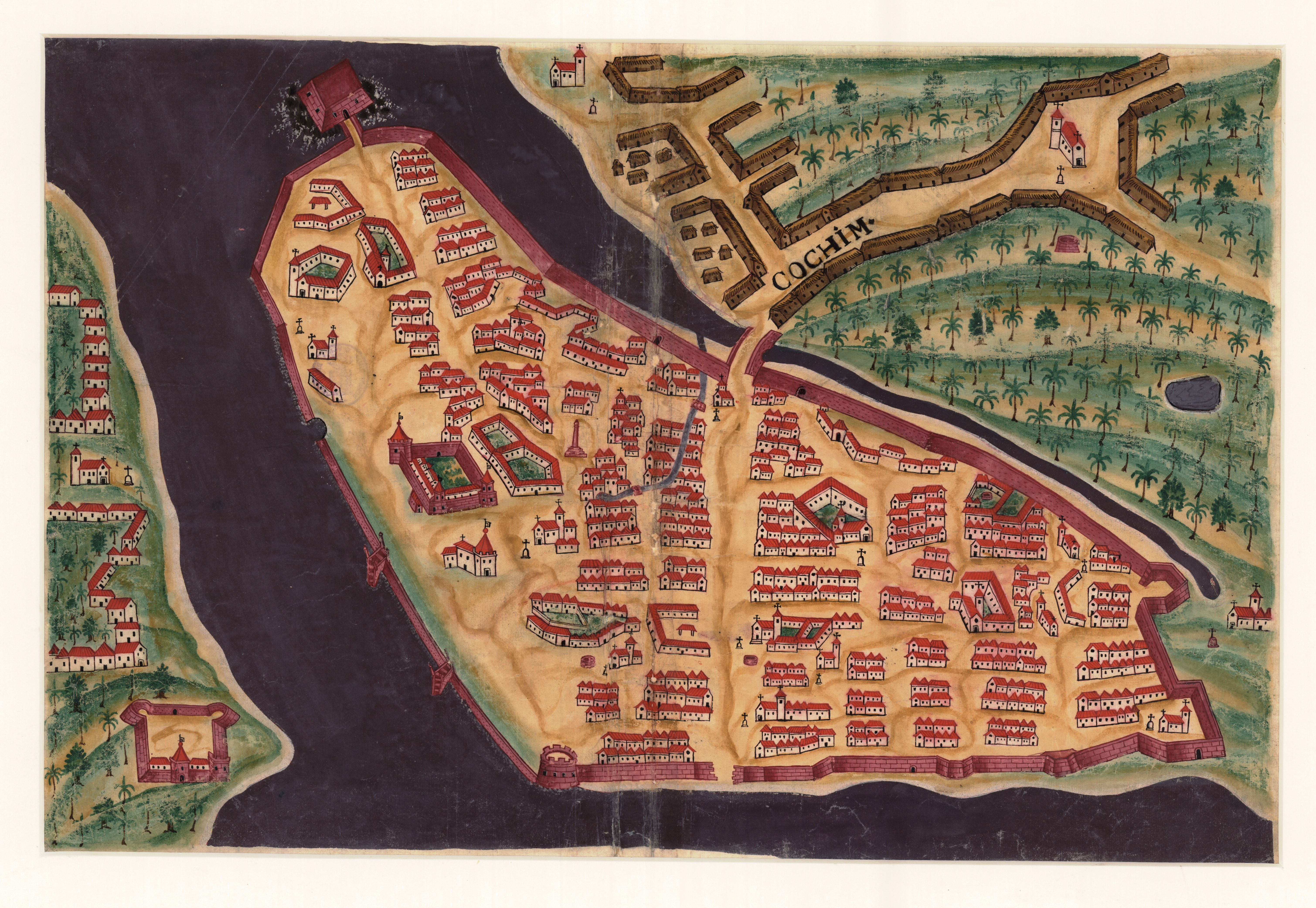
Aguarela portuguesa da Cidade de Santa Cruz de Cochim, erguida em torno do Forte Manuel.

O rei de Cochim foi amplamente agradecido por Francisco de Albuquerque pela sua irredutível lealdade, restabelecido na sua capital e recompensada com 10,000 cruzados enviados pelo rei D. Manuel. Alguns vassalos em torno da lagoa de Vembanad que haviam mudado de campo foram violentamente atacados pelas tropas de Francisco de Albuquerque e a autoridade do rei de Cochim restaurada na região.
Já se apercebera o rei D. Manuel que era necessário uma fortaleza com uma guarnição na Índia para garantir a segurança tanto do comércio como do rei de Cochim seu aliado e vassalo. Com isto concordou o Trimumpara e até se ofereceu para pagar a sua construção. O rei de Cochim providenciou a mão-de-obra e na construção participaram também os soldados portugueses, independentemente do seu escalão ou estatuto social. Quatro dias mais tarde chegaram mais três navios da Europa com reforços, comandados por Afonso de Albuquerque, que se havia separado do seu primo Francico e de António de Saldanha durante a viagem para a Índia. Um forte simples foi rapidamente concluído mas devido à falta de pedra na região as muralhas foram construídas com duas fileiras de troncos de palmeiras e taipa, para além de que incluía também um fosso. Foi esta a primeira fortaleza portuguesa na Índia e deu-se-lhe o nome de Forte Manuel em honra do rei de Portugal.

### Incidente em Coulão
Com três navios dirigiu-se Afonso de Albuquerque para Coulão, mais a sul, com vista a carregar especiarias neste reino antes de regressar a Portugal. O rei de Coulão encontrava-se à data fora da sua capital e o Samorim tentava incitá-lo e aos seus ministros contra os portugueses, fazendo uso de ricos presentes e subornos a figuras-chave da administração do reino, porém, debalde. Enquanto se demorava o Albuquerque no carregamento das suas naus surgiu no porto, a meio da noite, uma frota de 30 a 90 navios vindos de Calecute e a caminho da Costa do Coromandel. As suas tripulações reclamaram por protecção do rei de Coulão e, não pretendendo hostilizar este monarca, absteve-se o Albuquerque de combater a frota no porto e partiu pouco depois.

### Paz tentada
A guerra no Malabar perturbara o abastecimento de pimenta na região e tanto o Samorim como os mercadores muçulmanos de Calecute procuraram com a sua influência cortar ou sabotar o fornecimento de especiarias a Cochim que, portanto, escassearam.

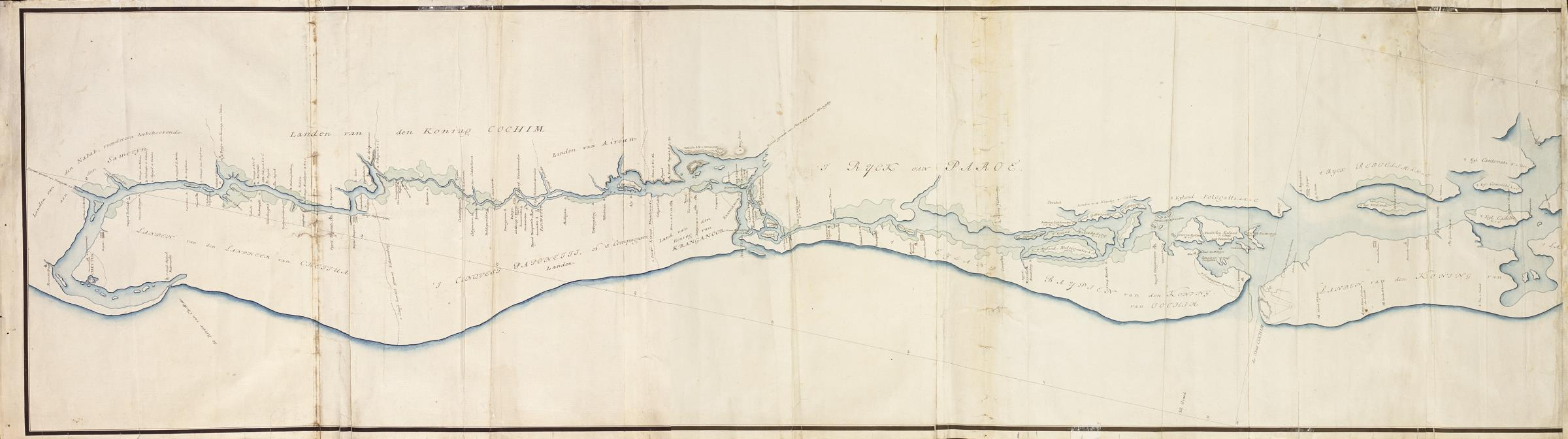
Mapa da Costa do Malabar, desde Cranganore à península de Cochim.

Alarmado o Samorim com a construção do Forte Manuel mas também com a sua incapacidade de controlar o rei de Cochim, entabulou Francisco de Albuquerque negociações com Calecute, embora não se saiba de que parte partiu a iniciativa de propor pazes, pois também os portugueses se viam em sérias dificuldades de obter pimenta. Em meados de Dezembro concordou o Samorim em fornecer aos portugueses 900 cates de pimenta, proibir o comércio entre Calecute e o Médio Oriente, assinar a paz com Cochim e entregar os dois renegados italianos. O tratado de paz indignou a comunidade de "Mouros de Meca" de Calecute e muitos abandonaram então a cidade.
Infelizmente registou-se em Cranganore um confronto entre os homens do Samorim e os portugueses, pelo que as pazes foram rompidas muito pouco tempo depois de terem sido firmadas, não se sabendo ao certo a quem coube a culpa do sucedido. 

### O cerco de Cochim, 1504

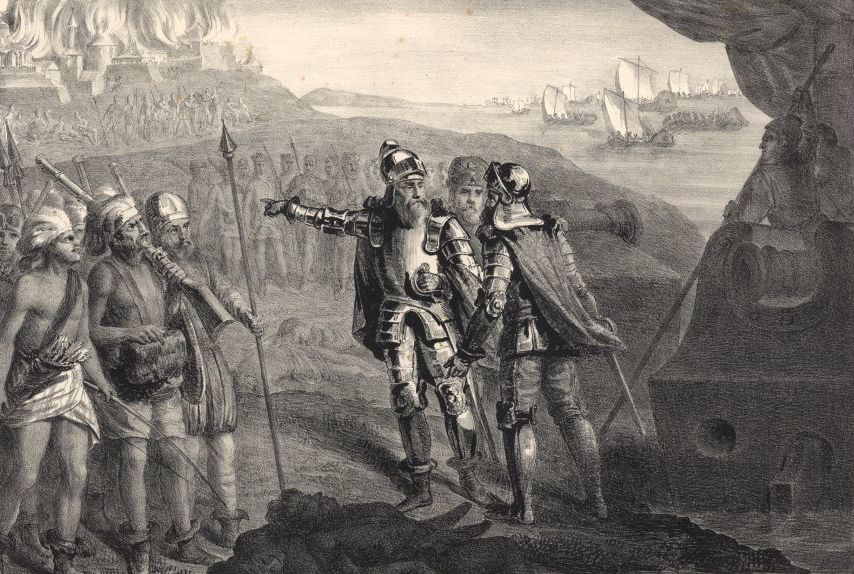
Litografia oitocentista da vitória de Duarte Pacheco Pereira em Cochim.

Os dois primos Albuquerque partiram a 27 de Janeiro e 6 de Fevereiro respectivamente mas para trás ficou Duarte Pacheco Pereira ao comando do Forte Manuel com uma nau, duas caravelas, dois batéis e 90 a 130 soldados, todos voluntários. Não lhes chegariam navios da Europa senão daí a oito meses e muitos acreditaram que a guarnição não sobreviveria.
Chegado o mês de Março aproximou-se o Samorim à testa de um exército de 50,000 homens entre muçulmanos e naires hindus, 300 elefantes de guerra e 200 navios. O rei de Cochim instou ao Pereira que fugisse nos seus navios e se refugiasse na costa da Arábia com os seus homens mas recusou-se o capitão e disse ao rajá que morreria a defendê-lo se necessário.
Entre a partida dos Albuquerques e a chegada de reforços, logrou o Pereira uma "brilhante vitória estratégica". A cidade de Cochim situava-se na ponta de uma península rodeada por lagoas e canais de água salgada, atravessáveis só nalguns vaus estreitos, que foram bloqueados com linhas de estacas afiadas e abrolhos. Duarte Pacheco Pereira foi o primeiro a observar cientificamente a estreita relação entre as fases da lua e as marés, logo conseguia prever quando poderiam os vaus ser atravessados Os heróicos feitos da minúscula guarnição comandada por Duarte Pacheco Pereira durante quatro meses nas pantanosas margens da lagoa de Vembanad são dos mais espectaculares da história de Portugal. Mantido ao corrente da situação por um fiável sistema de informação ou informadores, pôde o Pereira antecipar, emboscar, encurralar e infligir pesadas derrotas no numeroso mas mal equipado e inflexível exército do Samorim amorin, cujos naires se viram sempre sob fogo cerrado a cada ataque. Rebentou inclusive a cólera no seu grande acampamento e após sete fracassados assaltos o Samorim recuou a Julho de 1504.

### O terceiro bombardeamento de Calecute

Bandeira naval e de guerra com a Cruz da Ordem de Cristo.

O capitão-mor da armada de 1504 era Lopo Soares de Albergaria e, chegado este a Cananor, recebeu do Samorim mensagens a requerer negociações. Partiu o Albergaria com os seus navios para o porto de Calecute e exigiu a entrega dos fundidores italianos mas o Samorim recusou-se a isto, pelo que a cidade foi novamente bombardeada durante dois dias.  Depois disto partiu para Cochim e tomou parte nas fases finais do cerco.
Depois do bombardeamento, dois bispos de São Tomé escreveram ao patriarca Mar Elias no Médio Oriente uma carta a descrever a situação no Malabar e a chegada dos portugueses, que dizia:
| “                                                 | [...] Do Ocidente foram enviados a estes países da Índia poderosos navios pelo rei dos Cristãos, que são os nossos irmãos Francos. A sua viagem durou um ano inteiro e velejaram primeiro em direcção ao sul e circumnavegaram o Cuxe, que se chama Habexe. Dali vieram a este país da Índia, compraram pimenta e outra mercadoria e regressaram à sua terra. Assim explorada, o dito rei (que Deus o preserve!) enviou seis enormes navios, com os quais atravessaram o mar em meio ano e vieram a esta cidade de Calecute, são pessoas extremamente bem versadas em ciência náutica... O país destes Francos chama-se Portkal, um dos países dos Francos, e o seu rei chama-se Emmanuel. A Ele suplicamos que conserve Emmanuel! | ” |
| — Padres Sin e Masin ao Católico Mar Elias, 1504. | |   |

### A Batalha de Cranganor e a deserção de Tanor

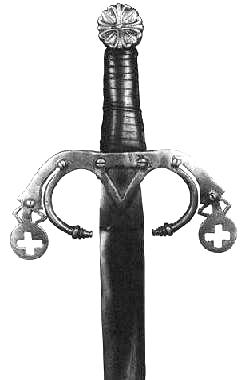
Espada preta de bordo.

Chegado a Cochim, entregou o Albergaria um valioso presente em dinheiro enviado pelo rei D. Manuel ao rei de Cochim, e foi pelo rajá informado de que o Samorim encontrava-se a fortificar a cidade de Cranganor, quinze milhas para norte, em preparação para um novo ataque a Cochim assim que a armada regressasse a Portugal e ali havia reunido um exército comandado pelo seu herdeiro Naubeandarim. Cranganore era local estratégico pois dali partiam várias ramificações dos canais e rios navegáveis do Malabar. Para Cranganor foram então enviados 1000 soldados embarcados numa caravela, 15 bateis artilhados e 25 paraus ao passo que 1000 naires marchariam por terra.
Chegados à foz do rio de Cranganore, constaram os portugueses que a água não tinha profundidade para os navios entrarem carregados, logo foi necessário que a infantaria desembarcasse e seguisse para a cidade por terra, de resultou perder-se o elemento de surpresa. Não obstante, cinco grandes navios e 80 paraus do Samorim no porto de Cranganore foram abordados e incendiados após um breve combate. Os guerreiros de Calecute, em terra, foram também desbaratados e a cidade de Cranganore saqueada, se bem que as casas dos Cristãos de São Tomé foram poupadas. Alguns soldados foram armados cavaleiros nas igrejas de São Tomé em Cranganor.
Após o ataque a Cranganor, o rei de Tanor mudou de campo. Este rei avisou o Albergaria através de um embaixador de que havia infligido na sua terra uma derrota às tropas do Samorim que lá se encontravam e pedia agora auxílio militar para as expulsar completamente. Um destacamento de soldados foi enviado sobre uma caravela e com o apoio destes conseguiu o rei de Tanor obrigar as tropas de Calecute a fugir.

### Batalha de Pandarane, 31 de Dezembro de 1504

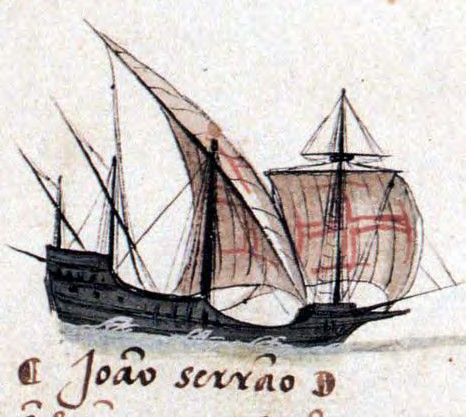
Caravela redonda portuguesa.

A 26 de Dezembro partiu de Cochim Lopo Soares de Albergaria com a sua armada mas antes de regressar a Portugal ainda ancorou em Cananor. Neste porto soube que havia uma cáfila de 17 grandes navios muçulmanos de Calecute ancorados em Pandarane e estimava-se que transportasse 4000 homens, pelo que o Albergaria decidiu-se a atacá-lo antes de partir para a Europa. Reunira-se a cáfila em Pandarane para preparar o regresso  à Arábia e ao Egipto de grande número de mercadores muçulmanos com as suas famílias e pertences, desanimados pelas perdas incorridas devido à acção dos portugueses.
Os navios muçulmanos foram encontrados divididos em quatro grupos, ancorados muito próximos de terra, as suas proas viradas para o mar e defendidos por arqueiros mercenários turcos ou mamelucos, para além de que uma bateria de artilharia sobre um cabo próximo vigiava a baía de Pandarane. Uma vez que as naus portuguesas encontravam-se então já demasiado carregadas para se aproximarem tanto de terra, decidiu o Albergaria atacar a cáfila de navios com recurso a duas caravelas redondas, 25 batéis e um destacamento de 360 soldados, jogada arriscada mas a moral dos portugueses estava em alta. Apesar da feroz resistência os soldados portugueses conseguiram aferrar, abordar e queimar os 17 alterosos navios, tendo perdido 25 homens e sofrido mais 168 feridos no ataque.
Sobre o Samorim abateu-se o desânimo após a Batalha de Pandarane, enquanto cada vez maior número de mercadores abandonava Calecute, de maneira que a fome instalou-se na a cidade. As consequências da ruptura no tradicional sistema de comércio do Índico causada pelos portugueses "sentiam-se em círculos cada vez mais alargados". Esperaram os venezianos de que a Rota do Cabo se revelasse demasiado longa e perigosa para ser viável mas as armadas portuguesas partiam para o Oriente todos os anos apesar de 1800 ou 35% dos 5500 homens que entre 1497 e 1504 partiram para a Índia nunca teriam regressado a casa, na sua maioria vítimas de naufrágios.

### D. Francisco de Almeida nomeado vice-rei, 1505

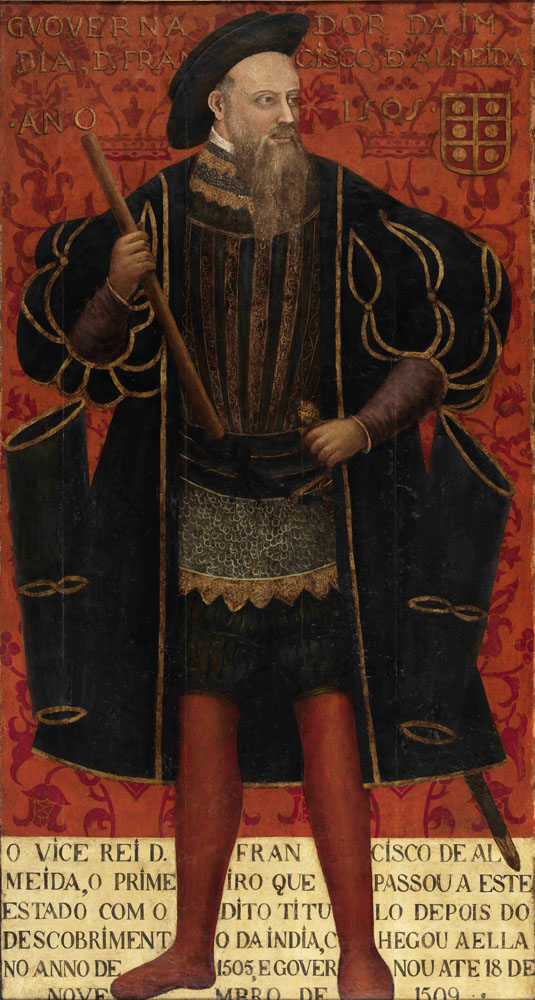
Retrato de D. Francisco de Almeida.

Apercebendo-se D. Manuel de que seria difícil gerir os assuntos da Índia a partir de Portugal, decidiu o rei nomear D. Francisco de Almeida para vice-rei da Índia por um prazo de três anos. D. Francisco de Almeida foi o primeiro membro da alta nobreza a participar na empresa da Índia, contava por então 55 anos, tinha experiência em questões militares, náuticas e diplomáticas, carecia de vínculos familiares, era maduro e não era materialista. Foi lhe dado um regimento com 101 páginas, documento cujo pormenorizado conteúdo revela a precisão do conhecimento português do Oceano Índico, ganho em apenas sete anos. Demonstra um firme domínio de conceitos de geopolítica tidos por muitos autores como só compreendidos no séc XIX. Foi o Almeida instruído a não selar a paz com o Samorim a não ser que este expulsasse a comunidade moçulmana de Calecute. Partiu a 25 de Março com 21 navios e 1500 homens, entre eles o seu filho D. Lourenço, "por todos tido como o mais forte, perito no uso de todas as armas."
Depois de uma paragem na ilha de Angediva para construir o forte de São Miguel, prosseguiu a armada para Onor, cidade que foi saqueada por albergar à data navios hostis aos portugueses, também eles incendiados. Ao rei de Portugal ofereceu nesta ocasião a vassalagem ou aliança o corsário hindu Timoja, que aceitou não atacar navios portugueses. Em Cananor foi começado o forte Sant'Ângelo, e nele deixada uma guarnição de 150 homens.
Cada vez mais mercadores abandonavam a Costa do Malabar devido às perdas causadas pelos portugueses e mudavam-se mais para leste à procura de especiarias. O vice-rei decidiu por isso enviar o seu filho D. Francisco à testa de uma esquadra de navios para as Maldivas, arquipélago muito utilizado como ponto de passagem e de aguada por embarcações que navegavam entre o Ceilão, a ilha de Sumatra ou a cidade de Malaca, na Malásia e o Mar Vermelho. Era a primeira vez que os portugueses navegavam naquelas águas e devido à sua falta de familiaridade com a região foram empurrados para o Ceilão por ventos contrários. Os portuguese ancoraram na cidade de Colombo e, ali, D. Lourençou assinou um tratado de aliança e comércio com o rei de Cota Parakramabahu VIII, que se predispôs a fornecer canela aos portugueses em troca de auxílio militar.

### Segunda Batalha Naval de Cananor, 1506

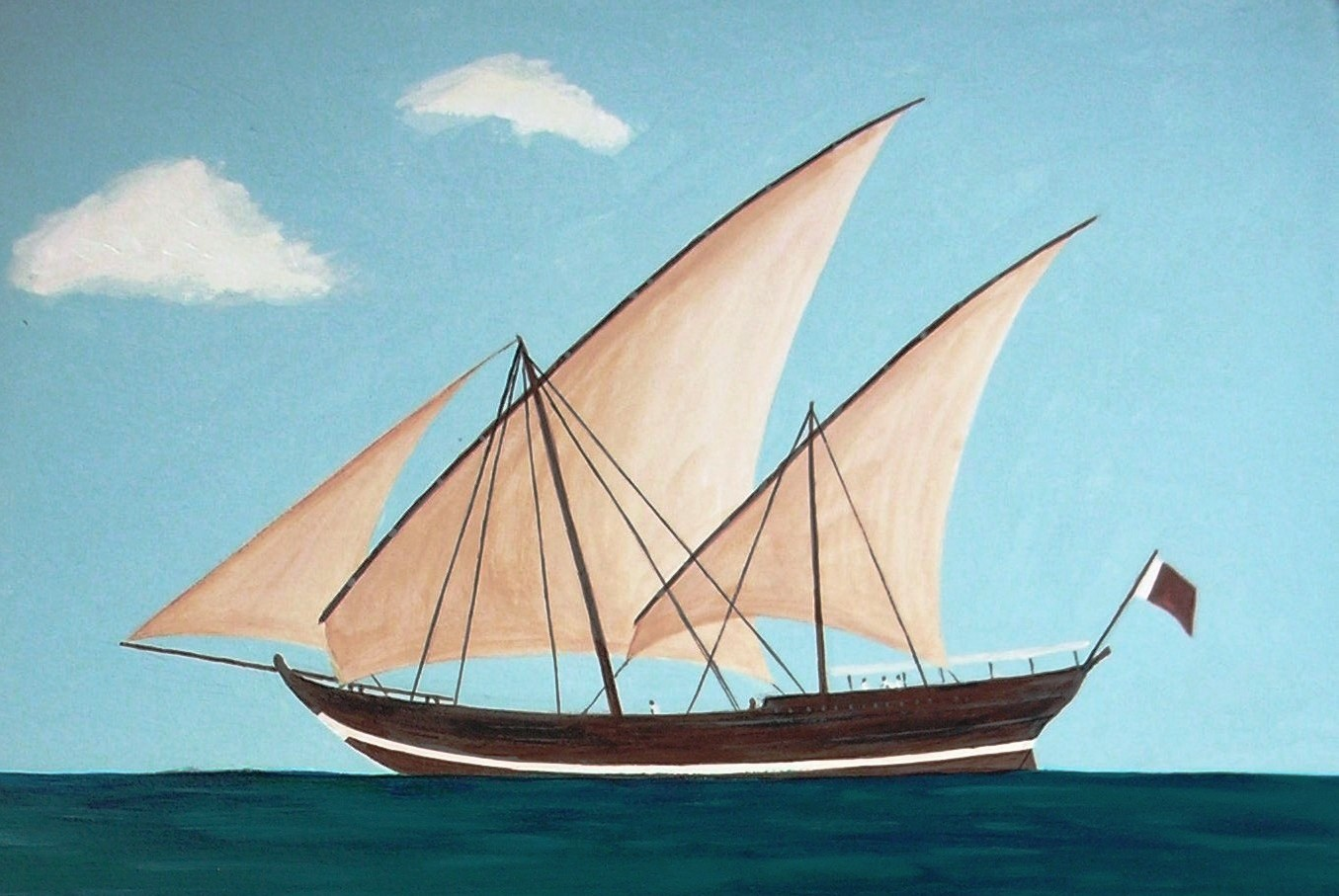
Os grandes navios da costa do Malabar, chamados pelos portugueses de "naus de Meca", seriam semelhantes ao baghlah de origem árabe.

o vice-rei Dom Francisco de Almeida adoptou uma postura defensiva e limitou a acção das armadas portuguesas ao serviço de escolta a cáfilas de navios de mercadores. Em Abril de 1506, o Samorim armou uma frota com mais de 200 navios e graças à ajuda dos dois fundidores italianos possuía agora 400 ou 500 canhões de diversos tamanho, embora o rajá  os tenha mais tarde executado por terem tentado deixar seu serviço. A segunda batalha naval de Cananor redundou porém num tremendo desastre para a frota do Samorim, pois as suas tripulações mercenárias árabes, turcas e hindus revelaram-se totalmente destreinadas e descoordenadas, pelo que muitas das maiores embarcações foram afundadas e as tripulações foram mortas ou afogadas por três naus e uma caravela comandada por D. Lourenço de Almeida.

### Campanha na costa ocidental da Índia, 1507
Quando chegou a Dom Francisco a notícia de que o Samorim procurava firmar uma aliança com o senhor de Diu Meliqueaz, o vice-rei mais uma vez despachou o seu filho D. Lourenço à testa de uma frota, com ordens para escoltar uma cáfila de navios mercantes aliados até Chaul e atacar navios mercantes hostis sempre que possível.
No porto de Chaul foram encontrados sete navios mercantes muçulmanos de Calecute e queimados. Em Dabul uma frota de Calecute sob o comando de Cunhale Mercar foi detectada, mas embora Dom Lourenço tivesse querido atacá-la de imediato, os capitães portugueses consideraram que era muito arriscado num conselho de guerra e recusaram-se, portanto os portugueses retiraram-se. A quatro léguas de distância, um navio foi perseguido rio acima até uma cidade, e todos os navios no porto foram queimados, com excepção de dois navios ricamente carregados de Ormuz, que foram tomados.
O vice-rei mais tarde demitiu os capitães que se insurgiram contra a decisão de D. Lourenço de atacar a frota inimiga. 

### O Cerco da Fortaleza de Cananor, 1507

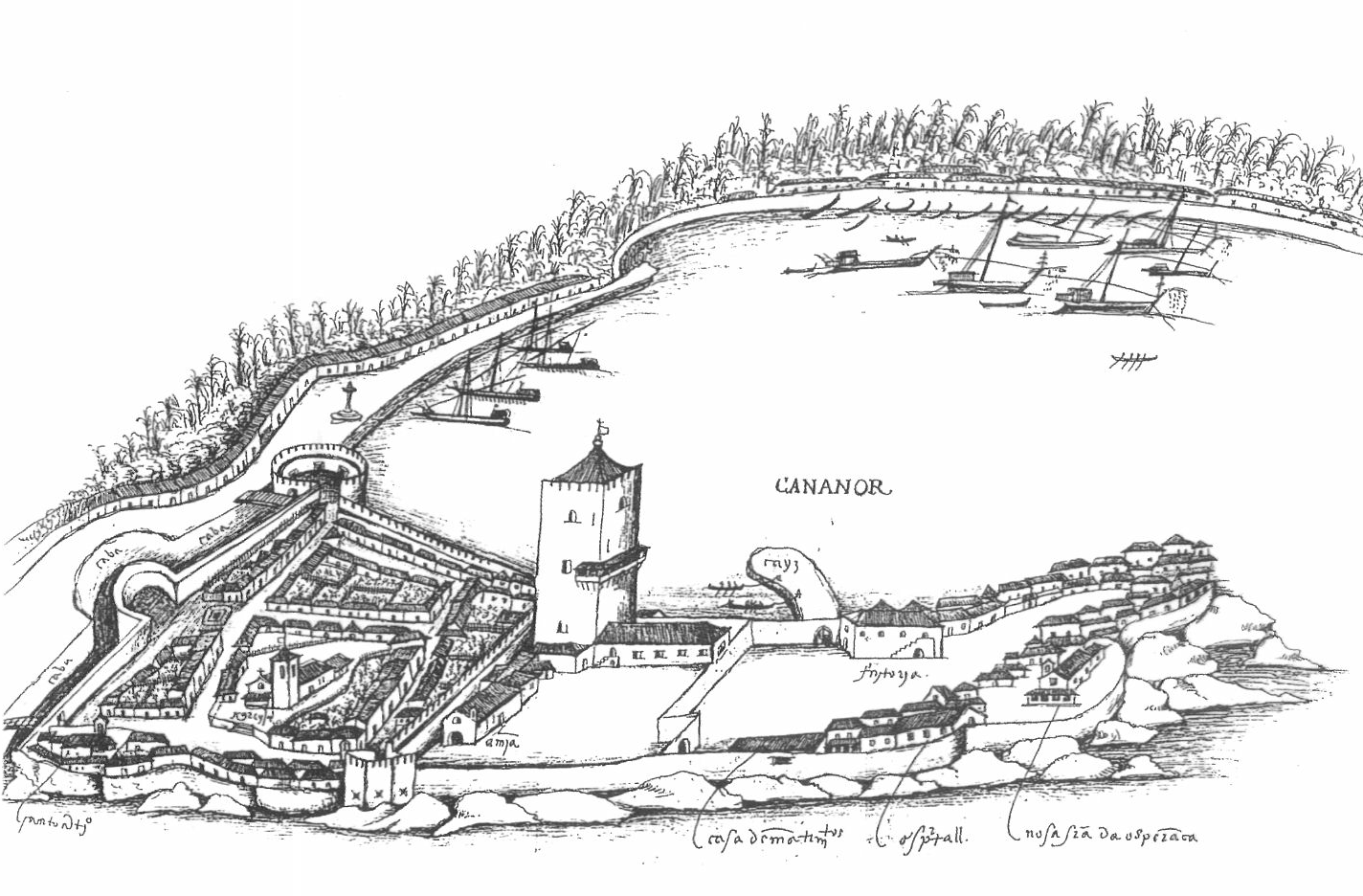
Esboço do Forte Sant'Ângelo de Cananor, desenhado por Gaspar Correia.

O rajá de Cananor que acolhera os portugueses morreu em Abril de 1507 e uma vez que a sua sucessão foi disputada, o Samorim conseguiu colocar no trono um candidato por si preferido, menos inclinado aos portugueses.
O capitão da fortaleza de Cananor, Lourenço de Brito, foi informado pelo sobrinho do rei de Cananor de que estava para breve um cerco, pelo que foi imediatamente solicitada auxílio à guarnição de Cochim. 18.000 homens convergiram para o a cidade de Cananor e o Samorim forneceu a este exército 21 canhões. Uma trincheira foi cavada na península onde se situava o forte para isolar os portugueses, mas um primeiro ataque foi rechaçado. Como a única fonte de água doce disponível aos sitiados era um poço fora das muralhas e os portugueses tiveram que lutar para conseguir água, cavaram secretamente um túnel até ele.
Os sitiantes ergueram barricadas com fardos de algodão, suficientes para protegê-los do tiro de pequenos canhões e armas pequenas, mas um tiro de um grande canhão dispersou-os. A guarnição viu-se reduzida a comer gatos, cães, lagartos e outros animais até que, inesperadamente, grande número de caranguejos e camarões deram à costa na praia próxima ao forte. Um último ataque de naires foi rechaçado com grande dificuldade e quando já quase toda a guarnição se encontrava ferida foram salvos a 27 de Agosto pela chegada de 11 navios vindos da Europa, sob o comando de Tristão da Cunha. O rei de Cananor assinou pouco depois um tratado de paz favorável aos portugueses.

### As Batalhas de Chaul e Diu, 1509

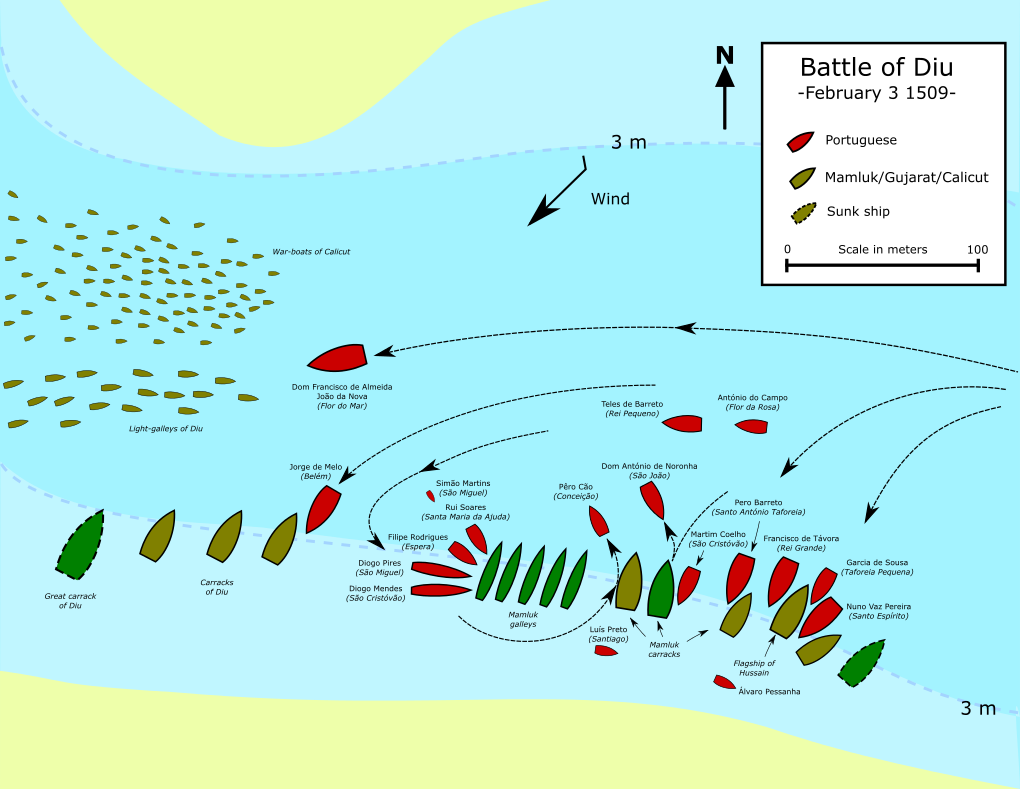
Diagrama da Batalha de Diu.

O Samorim enviou para o Egipto Mameluco o grande mercador Maimame Mercar como embaixador e este reclamava energicamente no Cairo apoio militar da parte do sultão bem como a formação de uma frente unida contra os portugueses. Em Novembro de 1505 o Sultão do Egipto Axerafe Cançu Algauri enviou uma esquadra de quatro naus, um galeão e 1100 homens comandados por Mirocém, cujas ordens eram as de disputar o domínio do Índico aos portugueses e expulsá-los da Índia. A frota mameluca padecia, porém, de deficiências várias, incluindo a falta de informação adequada quanto da situação na Índia e acreditavam não disporem os portugueses de mais do que uma fortaleza e quatro navios, o que era verdade até à chegada de D. Francisco de Almeida. Chegado a Diu, no Guzerate, a Mirocém juntou-se o senhor desta cidade, Maliqueaz, bem como Cunhale Mercar, almirante do Samorim, que dispunha de 70 a 150 paraus. 
Em Janeiro de 1508 partiu de Cochim D. Lourenço de Almeida com três naus, três caravelas e duas galés a escoltar uma cáfila de navios mercantes até Chaul. A caminho, o senhor de Dabul foi obrigado a pagar um tributo anual. Em Chaul, a esquadra portuguesa foi surpreendida pela frota mameluca de Mirocem e guzerate de Meliqueaz, tendo D. Lourenço perdido o seu navio-almirante e a vida na contenda que se seguiu. A Batalha de Chaul revelou-se, porém, uma vitória de Pirro para os muçulmanos, que regressaram a Diu para efectivarem reparações e esperarem por reforços antes de continuarem. 
A frota mameluca em Diu representava um grave perigo à presença dos portugueses na Índia, pelo que o vice-rei decidiu destruí-la e vingar a morte do filho. Apoiado pelos demais fidalgos que o serviam, recusou-se a entregar o governo da Índia a Afonso de Albuquerque e partiu para Diu, desbaratando no porto desta cidade a frota muçulmana. A batalha de Diu foi das mais importantes vitórias da história mundial, pois confirmou o domínio dos mares do Oriente pelos Europeus, que haveria de durar até à Segunda Guerra Mundial.

### O ataque a Calecute, 4 de Janeiro de 1510

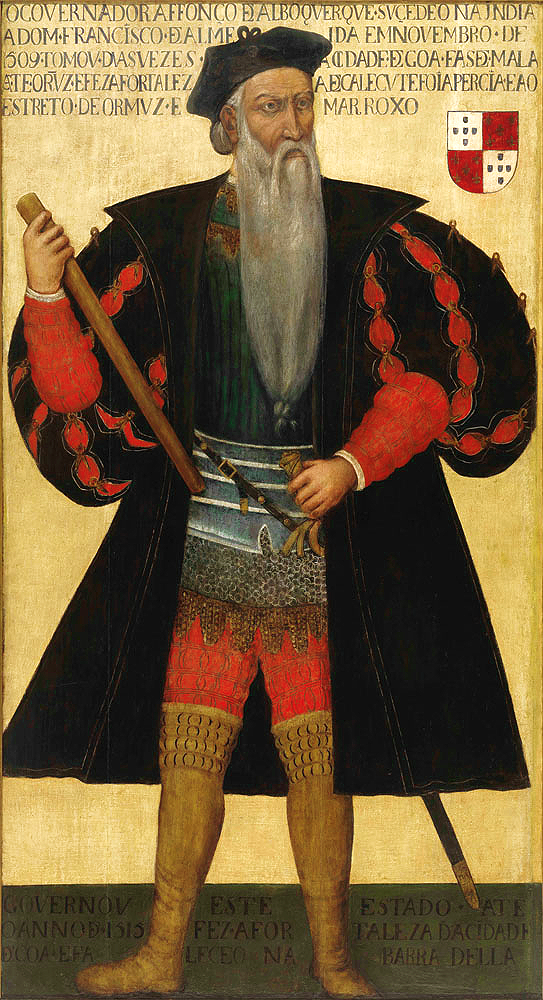
O segundo governador da Índia Afonso de Albuquerque.

O governador Afonso de Albuquerque sucedeu a D. Francisco de Almeida a 5 de Novembro de 1509, depois da chegada à Índia do Marechal de Portugal D. Fernando Coutinho, com uma armada de 14 navios, e D. Francisco partiu para Portugal, se bem que o vice-rei cessante faleceria a meio-caminho numa escaramuça com os hotentotes perto do Cabo da Boa Esperança.
Trazia D. Fernando ordens do rei para destruir Calecute. De forma a esconder o objectivo da missão que tinham em mãos, o Albuquerque vazou propositadamente a informação de que preparava-se para atacar a cidade de Goa e reuniu-se com Timoja para recolher informação. O rei de Cochim, por sua vez, enviou dois brâmanes a Calecute para espiar e também expediu cartas para amigos e vassalos na região montanhesa para que atacassem o Samorim; também forneceu a Albuquerque 20 paraus para ajudar com o desembarque das tropas. Os dois brâmanes relataram mais tarde que o Samorim ausentara-se de Calecute para combater mais para o interior, que havia poucos naires a defender a cidade e que as suas defesas incluíam algumas tranqueiras e covas-de-lobo junto à praia, mais seis grandes canhões.
Os portugueses somavam 2000 homens e 20 navios para o ataque. A armada partiu de Cochim no último dia de Dezembro de 1509 e ancorou diante de Calecute a 3 de Janeuro de 1510. As tranqueiras erigidas em frente às praias foram rapidamente conquistadas no dia seguinte.
Já por então o sol havia subido bastante mas D. Fernando insistia para que se embrenhassem na cidade. O marechal avançou à testa dos seus soldados Calecute dentro, contra os avisos de Albuquerque e alcançou o palácio do Samorim mas por então já as tropas encontravam-se demasiado fatigadas para continuarem. Os portugueses enfrentaram pouca resistência até ali mas grande número de naires começavam a reunir-se para o contra-ataque e ameaçavam isolá-los do acesso aos navios. O palácio do Samorim foi por isso pilhado e incendiado mas quando os portugueses tentaram recuar para as praias foram ferozmente atacados e morreu em combate o marechal D. Fernando juntamente com importantes oficiais, ao passo que Albuquerque foi também gravemente ferido. Só a chegada oportuna de D. António de Noronha e Rodrigo Rebelo com um destacamento de soldados de reforço evitou um desastre maior. Morreram no ataque 300 portugueses e foram feridos mais 400, estimando-se então que tenham sido mortos cerca de 1000 homens do Samorim, para além de que Calecute foi deixada em parte consumida pelas chamas e os navios no porto também incendiados.

### O bloqueio a Calecute, 1510-1513

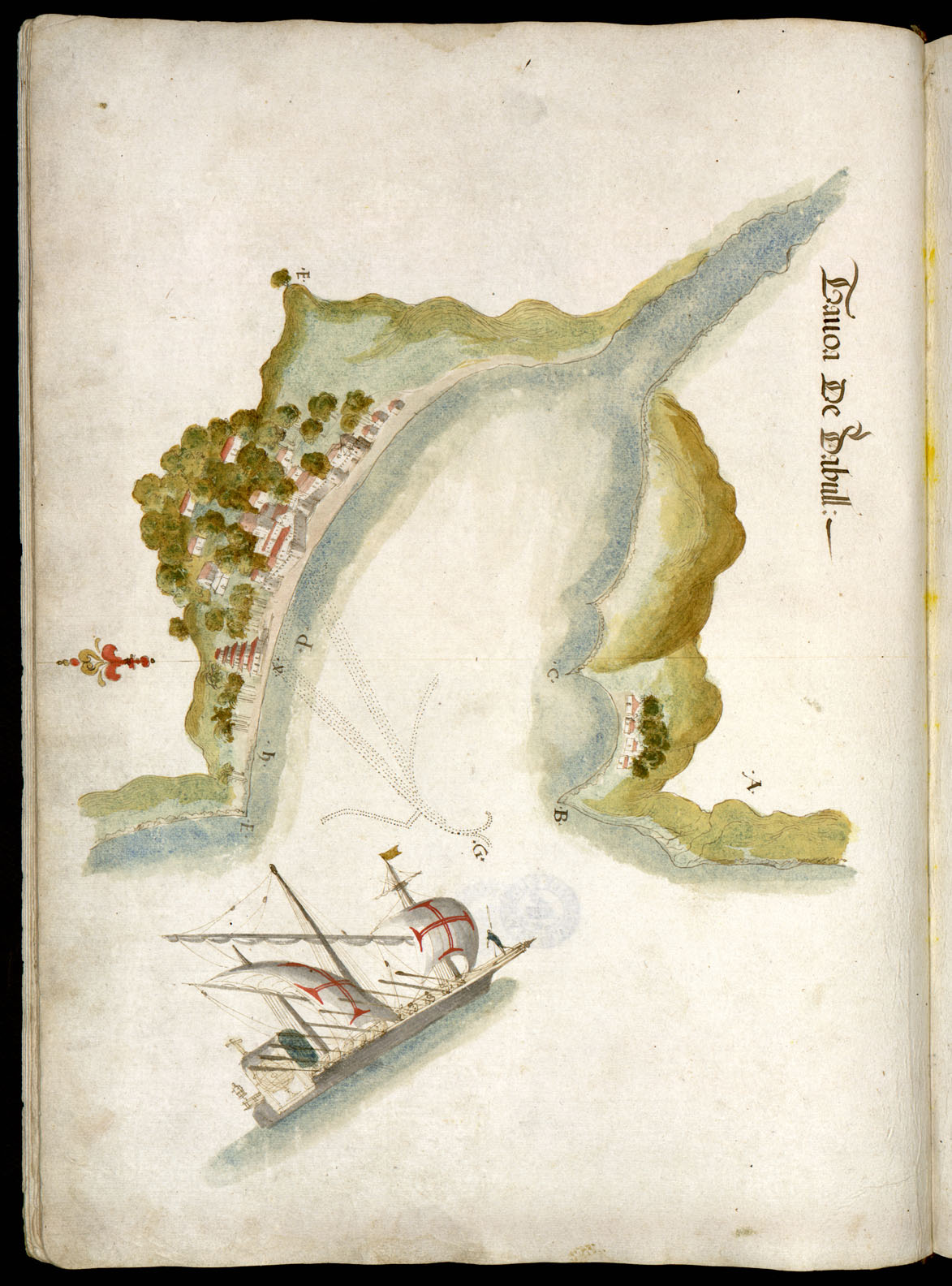
A cidade de Dabul e galé bastarda portuguesa, pintadas por João de Castro.

Depois do ataque falhado a Calecute, o governador Afonso de Albuquerque absteve-se de levar a cabo mais acções bélicas contra o Samorim para se focar em objectivos mais importantes e a maior distância, pelo que reduziu a actividade no Malabar a um bloqueio naval a Calecute. Na qualidade de governador da Índia, Albuquerque conquistou Goa em 1510, Malaca em 1511, defendeu Goa de um contra-ataque do Hidalcão em 1512 e em 1513 levou a cabo uma campanha naval ao Mar Vermelho, se bem que isto exigiu recolher os navios que se encontravam a bloquear Calecute.
Regressado do Mar Vermelho, ancorou o governador os seus navios em Chaul, a cidade portuária do sultanato de Ahmadnagar. Ali recebeu Albuquerque a informação de que a frota mercante de Calecute havia levantado âncora para a Arábia depois de ter ele partido de Goa mas depararam-se os navios com uma tempestade em alto mar que os dispersou pela costa ocidental da Índia, desde o Guzerate ao Morro d'Eli.
Uma embarcação foi tomada no porto de Danda, que ficava próximo e nela capturada uma rica carga de 3000 quintais de pimenta e gengibre. O capitão Lopo Vaz de Sampaio foi destacado com três navios para bloquear o porto de Dabul até terem as suas autoridades entregue dois grandes navios mercantes que lá se encontravam, exigência que foi prontamente acatada. Uma galeota capitaneada por António Raposo foi destacada para Baticala até que neste porto foi também entregue outro navio, ao passo que Fernão Gomes de Lemos foi enviado com uma fusta a Mangalor, onde se encontravam dois navios. Assim, logrou Albuquerque capturar toda a marinha mercante oceânica de Calecute que naquele ano tentara partir para o Médio Oriente, o que arruinou os mercadores da cidade.
O governador partiu então para Goa e à sua chegada foi recebido em triunfo tanto pelos habitantes locais como pela guarnição.

### O assassinato do Samorim
As negociações de paz prosseguiram intermitentemente ao longo de três anos desde o ataque a Calecute, mas mesmo quando o Samorim pedia para negociar, o rajá mostrava-se sempre indeciso e evasivo, o que causou uma má impressão ao governador.
Regressado o Albuquerque a Goa, relatou-lhe Francisco Nogueira de que não havia conseguido assinar a paz com o Samorim devido à interferência dos muçulmanos. Albuquerque enviou a Calecute o seu sobrinho Dom Garcia de Noronha mas este também não conseguiu obter do Samorim mais do que respostas evasivas. Albuquerque correspondeu-se com o herdeiro de Calecute, que era pró-português, e persuadiu-o a envenenar o Samorim.

## Paz

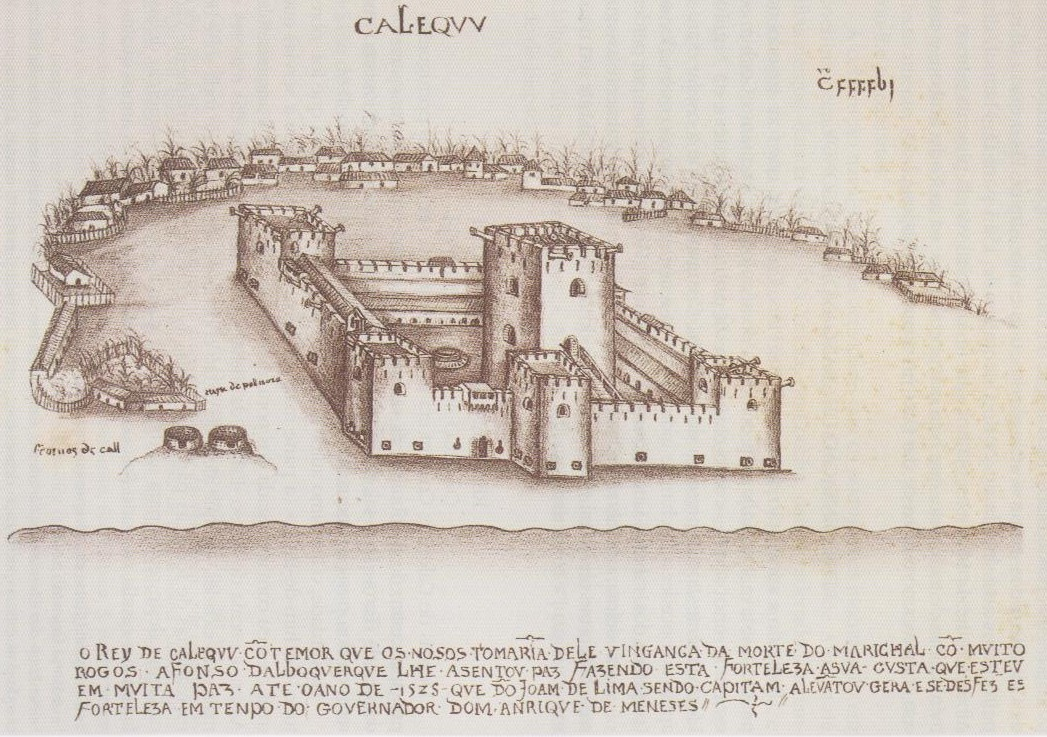
A fortaleza portuguesa em Calecute.

Depois de ter envenenado o seu irmão e sucedido-lhe no trono, o novo Samorim expulsou de Calecute todos os muçulmanos contra a paz, quebrando assim a sua oposição. Consideravam os reis de Cochim e Cananor agora que a paz não lhes convinha e procuraram impedir a sua assinatura mas não pretendia o governador Afonso de Albuquerque arrastar a guerra, para alé, de que considerava isto uma intrusão em questões internas dos portugueses. Selou portanto D. Garcia a paz em Calecute e para lá se dirigiu o Albuquerque com vista a encontrar-se com o Samorim num encontro amistoso.
A construção de uma fortaleza em Calecute foi começada por Albuquerque e era semelhante à de Cochim, com uma torre de menagem de três andares, quatro baluartes nos vértices, dois dos quais virados ao mar, assim como o portão-de-armas. Ficou Francisco Nogueira como capitão e foi-lhe entregue uma guarnição adequada, tendo o governador partido depois acompanhado por dois embaixadores do Samorim, com cartas e presentes para o rei D. Manuel.
O tratado assinado em Calecute em 1513 continha cláusulas favoráveis a ambas as partes e representa um triunfo da diplomacia portuguesa. As mais importantes diziam respeito à construção da fortaleza, ao pagamento de metade dos rendimentos do porto como tributo anual para pagar a manutenção da guarnição, à assinatura de um tratado de comércio e ao auxílio militar a ser prestado ao Samorim pelos portugueses. O tratado foi assinado a 24 de Dezembro de 1513 e lista ao todo 21 artigos.

## Rescaldo
Terminada a guerra, considerou o governador Afonso de Albuquerque que Calecute era ainda a mais importante cidade do Malabar. A sua posição dominante viria, porém a decair gradualmente ao longo do séc. XVI.
Parece o novo Samorim ter sido dos primeiros reis da Ásia a emular os costumes dos portugueses ou dos europeus, pois só tinha uma única mulher e também enviou um jovem parente com o seu embaixador a Portugal, para ser educado. Passou ele cinco anos em Portugal, aprendeu a ler e escrever em português e converteu-se ao cristianismo, adoptando então o nome de D. João da Cruz.
O rei de Cochim foi o mais fiel aliado dos portugueses na Ásia e como recompensa pela sua lealdade foi-lhe concedida uma coroa dourada, um prémio anual de 6000 cruzados e o direito a cunhar moeda, que lhe fora vedado pelo Samorim. Os portugueses residiam em segurança em Cochim e lá tinham a sua cidade com a fortaleza, hospital, feitoria e igreja. Coje Bequi foi também nomeado magistrado em Goa pelo governador como recompensa pelos seus serviços e lealdade.
Comentou o historiador Bailey Diffie que "fora de Portugal passou despercebido que o surto de actividade nacional durante os quinze anos que se seguiram ao regresso de Vasco da Gama foi das mais decisivas e focadas da história do mundo Ocidental. Ninguém, a não ser os portugueses, sonhara alguma vez que a sua pequena mas determinada nação na margem da Europa pudesse estabelecer-se firmemente como mestre do Oceano Índico, a doze mil milhas marítimas de distância, menos de uma geração após a chegada dos navios de Gama a Calecute... É provável que nenhuma outra nação tão pequena tenha afirmado a sua influência de forma tão abrangente e em circunstâncias tão desiguais - nem de forma tão deliberada."